# Dyslokacja Straży Celnej w 1926 roku
Dyslokacja Straży Celnej w 1926 roku − tabela zawiera spis jednostek organizacyjnych Straży Celnej i ich rozmieszczenie przed reformą formacji dokonaną na przełomie roku 1927−1928. Nazwy niektórych placówek SC niekiedy minimalnie różnią się między sobą w zależności od źródła. Różnice nazw wykazano w poszczególnych artykułach.
| Rozmieszczenie Straży Celnej w 1926 roku                        | Rozmieszczenie Straży Celnej w 1926 roku        | Rozmieszczenie Straży Celnej w 1926 roku | Rozmieszczenie Straży Celnej w 1926 roku |
| --------------------------------------------------------------- | ----------------------------------------------- | ---------------------------------------- | ---------------------------------------- |
| Ministerstwo Skarbu - Departament Ceł - Wydział V Straży Celnej |                                                 |                                          |                                          |
|                                                                 | Centralna Szkoła Straży Celnej w Górze Kalwarii |                                          |                                          |
| Dyrekcje ceł                                                    | Inspektoraty Straży Celnej                      | komisariaty Straży Celnej                | placówki Straży Celnej                   |
| Dyrekcja Ceł „Wilno”                                            | Inspektorat SC „Suwałki”                        | komisariat SC „Przerośl”                 | placówka SC „Leszkiemie”                 |
| Dyrekcja Ceł „Wilno”                                            | Inspektorat SC „Suwałki”                        | komisariat SC „Przerośl”                 | placówka SC „Rakówek I”                  |
| Dyrekcja Ceł „Wilno”                                            | Inspektorat SC „Suwałki”                        | komisariat SC „Przerośl”                 | placówka SC „Wersele”                    |
| Dyrekcja Ceł „Wilno”                                            | Inspektorat SC „Suwałki”                        | komisariat SC „Przerośl”                 | placówka SC „Prawy Las”                  |
| Dyrekcja Ceł „Wilno”                                            | Inspektorat SC „Suwałki”                        | komisariat SC „Przerośl”                 | placówka SC „Sypitka”                    |
| Dyrekcja Ceł „Wilno”                                            | Inspektorat SC „Suwałki”                        | komisariat SC „Przerośl”                 | placówka SC „Przerośl”                   |
| Dyrekcja Ceł „Wilno”                                            | Inspektorat SC „Suwałki”                        | komisariat SC „Przerośl”                 | placówka SC „Rakówek II”                 |
| Dyrekcja Ceł „Wilno”                                            | Inspektorat SC „Suwałki”                        | komisariat SC „Filipów”                  | placówka SC „Cisówek”                    |
| Dyrekcja Ceł „Wilno”                                            | Inspektorat SC „Suwałki”                        | komisariat SC „Filipów”                  | placówka SC „Czarne”                     |
| Dyrekcja Ceł „Wilno”                                            | Inspektorat SC „Suwałki”                        | komisariat SC „Filipów”                  | placówka SC „Supienie”                   |
| Dyrekcja Ceł „Wilno”                                            | Inspektorat SC „Suwałki”                        | komisariat SC „Filipów”                  | placówka SC „Wólka”                      |
| Dyrekcja Ceł „Wilno”                                            | Inspektorat SC „Suwałki”                        | komisariat SC „Filipów”                  | placówka SC „Filipów”                    |
| Dyrekcja Ceł „Wilno”                                            | Inspektorat SC „Suwałki”                        | komisariat SC „Filipów”                  | placówka SC „Garbaś”                     |
| Dyrekcja Ceł „Wilno”                                            | Inspektorat SC „Suwałki”                        | komisariat SC „Filipów”                  | placówka SC „Jeziorki”                   |
| Dyrekcja Ceł „Wilno”                                            | Inspektorat SC „Suwałki”                        | komisariat SC „Bakałarzewo”              | placówka SC „Matlak”                     |
| Dyrekcja Ceł „Wilno”                                            | Inspektorat SC „Suwałki”                        | komisariat SC „Bakałarzewo”              | placówka SC „Bakałarzewo”                |
| Dyrekcja Ceł „Wilno”                                            | Inspektorat SC „Suwałki”                        | komisariat SC „Bakałarzewo”              | placówka SC „Nowa Wieś”                  |
| Dyrekcja Ceł „Wilno”                                            | Inspektorat SC „Suwałki”                        | komisariat SC „Bakałarzewo”              | placówka SC „Konopki”                    |
| Dyrekcja Ceł „Wilno”                                            | Inspektorat SC „Suwałki”                        | komisariat SC „Bakałarzewo”              | placówka SC „Gębalówka”                  |
| Dyrekcja Ceł „Wilno”                                            | Inspektorat SC „Suwałki”                        | komisariat SC „Bakałarzewo”              | placówka SC „Nieszki”                    |
| Dyrekcja Ceł „Wilno”                                            | Inspektorat SC „Suwałki”                        | komisariat SC „Lipówka”                  | placówka SC „Wierciochy”                 |
| Dyrekcja Ceł „Wilno”                                            | Inspektorat SC „Suwałki”                        | komisariat SC „Lipówka”                  | placówka SC „Wasilówka”                  |
| Dyrekcja Ceł „Wilno”                                            | Inspektorat SC „Suwałki”                        | komisariat SC „Lipówka”                  | placówka SC „Lipówka”                    |
| Dyrekcja Ceł „Wilno”                                            | Inspektorat SC „Suwałki”                        | komisariat SC „Lipówka”                  | placówka SC „Witówka”                    |
| Dyrekcja Ceł „Wilno”                                            | Inspektorat SC „Suwałki”                        | komisariat SC „Lipówka”                  | placówka SC „Jankielówka”                |
| Dyrekcja Ceł „Wilno”                                            | Inspektorat SC „Suwałki”                        | komisariat SC „Lipówka”                  | placówka SC „Korytki”                    |
| Dyrekcja Ceł „Wilno”                                            | Inspektorat SC „Suwałki”                        | komisariat SC „Lipówka”                  | placówka SC „Chomontowo”                 |
| Dyrekcja Ceł „Wilno”                                            | Inspektorat SC „Suwałki”                        | komisariat SC „Rutki”                    | placówka SC „Grabów”                     |
| Dyrekcja Ceł „Wilno”                                            | Inspektorat SC „Suwałki”                        | komisariat SC „Rutki”                    | placówka SC „Rutki Stare”                |
| Dyrekcja Ceł „Wilno”                                            | Inspektorat SC „Suwałki”                        | komisariat SC „Rutki”                    | placówka SC „Rutki Nowe”                 |
| Dyrekcja Ceł „Wilno”                                            | Inspektorat SC „Suwałki”                        | komisariat SC „Rutki”                    | placówka SC „Kukowo”                     |
| Dyrekcja Ceł „Wilno”                                            | Inspektorat SC „Suwałki”                        | komisariat SC „Rutki”                    | placówka SC „Popowo”                     |
| Dyrekcja Ceł „Wilno”                                            | Inspektorat SC „Suwałki”                        | komisariat SC „Rutki”                    | placówka SC „Judziki”                    |
| Dyrekcja Ceł „Warszawa”                                         | Inspektorat SC „Grajewo”                        | komisariat SC „Tworki”                   | placówka SC „Podliszewo”?                |
| Dyrekcja Ceł „Warszawa”                                         | Inspektorat SC „Grajewo”                        | komisariat SC „Tworki”                   | placówka SC „Rajgród”                    |
| Dyrekcja Ceł „Warszawa”                                         | Inspektorat SC „Grajewo”                        | komisariat SC „Tworki”                   | placówka SC „Okoniówek”                  |
| Dyrekcja Ceł „Warszawa”                                         | Inspektorat SC „Grajewo”                        | komisariat SC „Tworki”                   | placówka SC „Tworki”                     |
| Dyrekcja Ceł „Warszawa”                                         | Inspektorat SC „Grajewo”                        | komisariat SC „Tworki”                   | placówka SC „Przestrzele”                |
| Dyrekcja Ceł „Warszawa”                                         | Inspektorat SC „Grajewo”                        | komisariat SC „Tworki”                   | placówka SC „Karwowo”                    |
| Dyrekcja Ceł „Warszawa”                                         | Inspektorat SC „Grajewo”                        | komisariat SC „Tworki”                   | placówka SC „Rydzewo”                    |
| Dyrekcja Ceł „Warszawa”                                         | Inspektorat SC „Grajewo”                        | komisariat SC „Bogusze”                  | placówka SC „Kosówka”                    |
| Dyrekcja Ceł „Warszawa”                                         | Inspektorat SC „Grajewo”                        | komisariat SC „Bogusze”                  | placówka SC „Bogusze”                    |
| Dyrekcja Ceł „Warszawa”                                         | Inspektorat SC „Grajewo”                        | komisariat SC „Bogusze”                  | placówka SC „Mirucie”                    |
| Dyrekcja Ceł „Warszawa”                                         | Inspektorat SC „Grajewo”                        | komisariat SC „Bogusze”                  | placówka SC „Konopki”                    |
| Dyrekcja Ceł „Warszawa”                                         | Inspektorat SC „Grajewo”                        | komisariat SC „Bogusze”                  | placówka SC „Cyprki”                     |
| Dyrekcja Ceł „Warszawa”                                         | Inspektorat SC „Grajewo”                        | komisariat SC „Bogusze”                  | placówka SC „Kurki I”                    |
| Dyrekcja Ceł „Warszawa”                                         | Inspektorat SC „Grajewo”                        | komisariat SC „Bogusze”                  | placówka SC „Tarachy”                    |
| Dyrekcja Ceł „Warszawa”                                         | Inspektorat SC „Grajewo”                        | komisariat SC „Chojnowo”                 | placówka SC „Zacieczki”                  |
| Dyrekcja Ceł „Warszawa”                                         | Inspektorat SC „Grajewo”                        | komisariat SC „Chojnowo”                 | placówka SC „Rakowo”                     |
| Dyrekcja Ceł „Warszawa”                                         | Inspektorat SC „Grajewo”                        | komisariat SC „Chojnowo”                 | placówka SC „Chojnowo”                   |
| Dyrekcja Ceł „Warszawa”                                         | Inspektorat SC „Grajewo”                        | komisariat SC „Chojnowo”                 | placówka SC „Czarnowo”                   |
| Dyrekcja Ceł „Warszawa”                                         | Inspektorat SC „Grajewo”                        | komisariat SC „Chojnowo”                 | placówka SC „Niedźwiadna”                |
| Dyrekcja Ceł „Warszawa”                                         | Inspektorat SC „Grajewo”                        | komisariat SC „Chojnowo”                 | placówka SC „Kurki II”                   |
| Dyrekcja Ceł „Warszawa”                                         | Inspektorat SC „Grajewo”                        | komisariat SC „Kumelsk”                  | placówka SC „Milewo”                     |
| Dyrekcja Ceł „Warszawa”                                         | Inspektorat SC „Grajewo”                        | komisariat SC „Kumelsk”                  | placówka SC „Glinki”                     |
| Dyrekcja Ceł „Warszawa”                                         | Inspektorat SC „Grajewo”                        | komisariat SC „Kumelsk”                  | placówka SC „Zalesie”                    |
| Dyrekcja Ceł „Warszawa”                                         | Inspektorat SC „Grajewo”                        | komisariat SC „Kumelsk”                  | placówka SC „Kiełcze-Kopki”              |
| Dyrekcja Ceł „Warszawa”                                         | Inspektorat SC „Grajewo”                        | komisariat SC „Kumelsk”                  | placówka SC „Filipki Małe”               |
| Dyrekcja Ceł „Warszawa”                                         | Inspektorat SC „Grajewo”                        | komisariat SC „Wincenta”                 | placówka SC „Brzózki”                    |
| Dyrekcja Ceł „Warszawa”                                         | Inspektorat SC „Grajewo”                        | komisariat SC „Wincenta”                 | placówka SC „Brzozowo”                   |
| Dyrekcja Ceł „Warszawa”                                         | Inspektorat SC „Grajewo”                        | komisariat SC „Wincenta”                 | placówka SC „Bialiki”                    |
| Dyrekcja Ceł „Warszawa”                                         | Inspektorat SC „Grajewo”                        | komisariat SC „Wincenta”                 | placówka SC „Wincenta”                   |
| Dyrekcja Ceł „Warszawa”                                         | Inspektorat SC „Grajewo”                        | komisariat SC „Wincenta”                 | placówka SC „Kozioł”                     |
| Dyrekcja Ceł „Warszawa”                                         | Inspektorat SC „Chorzele”                       | komisariat SC „Leman”                    | placówka SC „Łacha”                      |
| Dyrekcja Ceł „Warszawa”                                         | Inspektorat SC „Chorzele”                       | komisariat SC „Leman”                    | placówka SC „Zimna”                      |
| Dyrekcja Ceł „Warszawa”                                         | Inspektorat SC „Chorzele”                       | komisariat SC „Leman”                    | placówka SC „Leman”                      |
| Dyrekcja Ceł „Warszawa”                                         | Inspektorat SC „Chorzele”                       | komisariat SC „Leman”                    | placówka SC „Pudełko”                    |
| Dyrekcja Ceł „Warszawa”                                         | Inspektorat SC „Chorzele”                       | komisariat SC „Leman”                    | placówka SC „Łączki”                     |
| Dyrekcja Ceł „Warszawa”                                         | Inspektorat SC „Chorzele”                       | komisariat SC „Leman”                    | placówka SC „Antonia”                    |
| Dyrekcja Ceł „Warszawa”                                         | Inspektorat SC „Chorzele”                       | komisariat SC „Dąbrowy”                  | placówka SC „Warmiak”                    |
| Dyrekcja Ceł „Warszawa”                                         | Inspektorat SC „Chorzele”                       | komisariat SC „Dąbrowy”                  | placówka SC „Antonia-Grądzkie”           |
| Dyrekcja Ceł „Warszawa”                                         | Inspektorat SC „Chorzele”                       | komisariat SC „Dąbrowy”                  | placówka SC „Dąbrowy”                    |
| Dyrekcja Ceł „Warszawa”                                         | Inspektorat SC „Chorzele”                       | komisariat SC „Dąbrowy”                  | placówka SC „Łosisza”?                   |
| Dyrekcja Ceł „Warszawa”                                         | Inspektorat SC „Chorzele”                       | komisariat SC „Dąbrowy”                  | placówka SC „Pełty I”                    |
| Dyrekcja Ceł „Warszawa”                                         | Inspektorat SC „Chorzele”                       | komisariat SC „Dąbrowy”                  | placówka SC „Pełty II”                   |
| Dyrekcja Ceł „Warszawa”                                         | Inspektorat SC „Chorzele”                       | komisariat SC „Czarnia”                  | placówka SC „Cyk”                        |
| Dyrekcja Ceł „Warszawa”                                         | Inspektorat SC „Chorzele”                       | komisariat SC „Czarnia”                  | placówka SC „Ruchaje”                    |
| Dyrekcja Ceł „Warszawa”                                         | Inspektorat SC „Chorzele”                       | komisariat SC „Czarnia”                  | placówka SC „Cupel”                      |
| Dyrekcja Ceł „Warszawa”                                         | Inspektorat SC „Chorzele”                       | komisariat SC „Czarnia”                  | placówka SC „Michałów”                   |
| Dyrekcja Ceł „Warszawa”                                         | Inspektorat SC „Chorzele”                       | komisariat SC „Czarnia”                  | placówka SC „Zaręby I”                   |
| Dyrekcja Ceł „Warszawa”                                         | Inspektorat SC „Chorzele”                       | komisariat SC „Czarnia”                  | placówka SC „Zaręby II”                  |
| Dyrekcja Ceł „Warszawa”                                         | Inspektorat SC „Chorzele”                       | komisariat SC „Chorzele”                 | placówka SC „Sosnówek”                   |
| Dyrekcja Ceł „Warszawa”                                         | Inspektorat SC „Chorzele”                       | komisariat SC „Chorzele”                 | placówka SC „Chorzele”                   |
| Dyrekcja Ceł „Warszawa”                                         | Inspektorat SC „Chorzele”                       | komisariat SC „Chorzele”                 | placówka SC „Bagienice”                  |
| Dyrekcja Ceł „Warszawa”                                         | Inspektorat SC „Chorzele”                       | komisariat SC „Chorzele”                 | placówka SC „Wasiły”                     |
| Dyrekcja Ceł „Warszawa”                                         | Inspektorat SC „Chorzele”                       | komisariat SC „Chorzele”                 | placówka SC „Wólka”                      |
| Dyrekcja Ceł „Warszawa”                                         | Inspektorat SC „Chorzele”                       | komisariat SC „Janowo”                   | placówka SC „Ryki”                       |
| Dyrekcja Ceł „Warszawa”                                         | Inspektorat SC „Chorzele”                       | komisariat SC „Janowo”                   | placówka SC „Janowo”                     |
| Dyrekcja Ceł „Warszawa”                                         | Inspektorat SC „Chorzele”                       | komisariat SC „Janowo”                   | placówka SC „Giewarty”                   |
| Dyrekcja Ceł „Warszawa”                                         | Inspektorat SC „Chorzele”                       | komisariat SC „Janowo”                   | placówka SC „Smolany”                    |
| Dyrekcja Ceł „Warszawa”                                         | Inspektorat SC „Chorzele”                       | komisariat SC „Janowo”                   | placówka SC „Nowa Wieś”                  |
| Dyrekcja Ceł „Warszawa”                                         | Inspektorat SC „Chorzele”                       | komisariat SC „Janowo”                   | placówka SC „Górowo-Trząski”             |
| Dyrekcja Ceł „Warszawa”                                         | Inspektorat SC „Praszka”                        | komisariat SC „Janowiec”                 | placówka SC „Jastrzębki”                 |
| Dyrekcja Ceł „Warszawa”                                         | Inspektorat SC „Praszka”                        | komisariat SC „Janowiec”                 | placówka SC „Janowiec Kościelny”         |
| Dyrekcja Ceł „Warszawa”                                         | Inspektorat SC „Praszka”                        | komisariat SC „Janowiec”                 | placówka SC „Leśniki”                    |
| Dyrekcja Ceł „Warszawa”                                         | Inspektorat SC „Praszka”                        | komisariat SC „Janowiec”                 | placówka SC „Gołębie”                    |
| Dyrekcja Ceł „Warszawa”                                         | Inspektorat SC „Praszka”                        | komisariat SC „Janowiec”                 | placówka SC „Bonisław”                   |
| Dyrekcja Ceł „Warszawa”                                         | Inspektorat SC „Praszka”                        | komisariat SC „Janowiec”                 | placówka SC „Pepłówek”                   |
| Dyrekcja Ceł „Warszawa”                                         | Inspektorat SC „Praszka”                        | komisariat SC „Janowiec”                 | placówka SC „Kuklin”                     |
| Dyrekcja Ceł „Warszawa”                                         | Inspektorat SC „Praszka”                        | komisariat SC „Janowiec”                 | placówka SC „Mława”                      |
| Dyrekcja Ceł „Poznań”                                           | Inspektorat SC „Działdowo”                      | komisariat SC „Działdowo”                | placówka SC „Białuty”                    |
| Dyrekcja Ceł „Poznań”                                           | Inspektorat SC „Działdowo”                      | komisariat SC „Działdowo”                | placówka SC „Sochy”                      |
| Dyrekcja Ceł „Poznań”                                           | Inspektorat SC „Działdowo”                      | komisariat SC „Działdowo”                | placówka SC „Chorap”                     |
| Dyrekcja Ceł „Poznań”                                           | Inspektorat SC „Działdowo”                      | komisariat SC „Działdowo”                | placówka SC „Brodowo”                    |
| Dyrekcja Ceł „Poznań”                                           | Inspektorat SC „Działdowo”                      | komisariat SC „Działdowo”                | placówka SC „Działdowo”                  |
| Dyrekcja Ceł „Poznań”                                           | Inspektorat SC „Działdowo”                      | komisariat SC „Działdowo”                | placówka SC „Kisiny”                     |
| Dyrekcja Ceł „Poznań”                                           | Inspektorat SC „Działdowo”                      | komisariat SC „Działdowo”                | placówka SC „Komorniki”                  |
| Dyrekcja Ceł „Poznań”                                           | Inspektorat SC „Działdowo”                      | komisariat SC „Działdowo”                | placówka SC „Krasnołąka”                 |
| Dyrekcja Ceł „Poznań”                                           | Inspektorat SC „Działdowo”                      | komisariat SC „Uzdowo”                   | placówka SC „Wiliamów”                   |
| Dyrekcja Ceł „Poznań”                                           | Inspektorat SC „Działdowo”                      | komisariat SC „Uzdowo”                   | placówka SC „Sękowo”                     |
| Dyrekcja Ceł „Poznań”                                           | Inspektorat SC „Działdowo”                      | komisariat SC „Uzdowo”                   | placówka SC „Uzdowo”                     |
| Dyrekcja Ceł „Poznań”                                           | Inspektorat SC „Działdowo”                      | komisariat SC „Uzdowo”                   | placówka SC „Gralewo”                    |
| Dyrekcja Ceł „Poznań”                                           | Inspektorat SC „Działdowo”                      | komisariat SC „Uzdowo”                   | placówka SC „Żabiny”                     |
| Dyrekcja Ceł „Poznań”                                           | Inspektorat SC „Działdowo”                      | komisariat SC „Uzdowo”                   | placówka SC „Szczupliny”                 |
| Dyrekcja Ceł „Poznań”                                           | Inspektorat SC „Działdowo”                      | komisariat SC „Rybno”                    | placówka SC „Wądzyn”                     |
| Dyrekcja Ceł „Poznań”                                           | Inspektorat SC „Działdowo”                      | komisariat SC „Rybno”                    | placówka SC „Wądzynek”                   |
| Dyrekcja Ceł „Poznań”                                           | Inspektorat SC „Działdowo”                      | komisariat SC „Rybno”                    | placówka SC „Naguszewo”                  |
| Dyrekcja Ceł „Poznań”                                           | Inspektorat SC „Działdowo”                      | komisariat SC „Rybno”                    | placówka SC „Rumienica”                  |
| Dyrekcja Ceł „Poznań”                                           | Inspektorat SC „Działdowo”                      | komisariat SC „Rybno”                    | placówka SC „Szczepankowo”               |
| Dyrekcja Ceł „Poznań”                                           | Inspektorat SC „Działdowo”                      | komisariat SC „Rybno”                    | placówka SC „Omule”                      |
| Dyrekcja Ceł „Poznań”                                           | Inspektorat SC „Działdowo”                      | komisariat SC „Rybno”                    | placówka SC „Lubstynek”                  |
| Dyrekcja Ceł „Poznań”                                           | Inspektorat SC „Działdowo”                      | komisariat SC „Lubawa”                   | placówka SC „Władyki”                    |
| Dyrekcja Ceł „Poznań”                                           | Inspektorat SC „Działdowo”                      | komisariat SC „Lubawa”                   | placówka SC „Wiśniewo”                   |
| Dyrekcja Ceł „Poznań”                                           | Inspektorat SC „Działdowo”                      | komisariat SC „Lubawa”                   | placówka SC „Grabowo”                    |
| Dyrekcja Ceł „Poznań”                                           | Inspektorat SC „Działdowo”                      | komisariat SC „Lubawa”                   | placówka SC „Pomierki”                   |
| Dyrekcja Ceł „Poznań”                                           | Inspektorat SC „Działdowo”                      | komisariat SC „Lubawa”                   | placówka SC „Gierłoż”                    |
| Dyrekcja Ceł „Poznań”                                           | Inspektorat SC „Działdowo”                      | komisariat SC „Lubawa”                   | placówka SC „Zielkowo”                   |
| Dyrekcja Ceł „Poznań”                                           | Inspektorat SC „Działdowo”                      | komisariat SC „Lubawa”                   | placówka SC „Kazanice”                   |
| Dyrekcja Ceł „Poznań”                                           | Inspektorat SC „Działdowo”                      | komisariat SC „Jamielnik”                | placówka SC „Rodzone”                    |
| Dyrekcja Ceł „Poznań”                                           | Inspektorat SC „Działdowo”                      | komisariat SC „Jamielnik”                | placówka SC „Łążek”                      |
| Dyrekcja Ceł „Poznań”                                           | Inspektorat SC „Działdowo”                      | komisariat SC „Jamielnik”                | placówka SC „Radomno Wybudowane”         |
| Dyrekcja Ceł „Poznań”                                           | Inspektorat SC „Działdowo”                      | komisariat SC „Jamielnik”                | placówka SC „Radomno Pustki”             |
| Dyrekcja Ceł „Poznań”                                           | Inspektorat SC „Działdowo”                      | komisariat SC „Jamielnik”                | placówka SC „Jamielnik”                  |
| Dyrekcja Ceł „Poznań”                                           | Inspektorat SC „Działdowo”                      | komisariat SC „Jamielnik”                | placówka SC „Wonna”                      |
| Dyrekcja Ceł „Poznań”                                           | Inspektorat SC „Grudziądz”                      | komisariat SC „Lipinki”                  | placówka SC „Szwarcenowo”                |
| Dyrekcja Ceł „Poznań”                                           | Inspektorat SC „Grudziądz”                      | komisariat SC „Lipinki”                  | placówka SC „Krotoszyny”                 |
| Dyrekcja Ceł „Poznań”                                           | Inspektorat SC „Grudziądz”                      | komisariat SC „Lipinki”                  | placówka SC „Fitowo”                     |
| Dyrekcja Ceł „Poznań”                                           | Inspektorat SC „Grudziądz”                      | komisariat SC „Lipinki”                  | placówka SC „Lipinki”                    |
| Dyrekcja Ceł „Poznań”                                           | Inspektorat SC „Grudziądz”                      | komisariat SC „Lipinki”                  | placówka SC „Sumin”                      |
| Dyrekcja Ceł „Poznań”                                           | Inspektorat SC „Grudziądz”                      | komisariat SC „Lipinki”                  | placówka SC „Wielka Tymawa”              |
| Dyrekcja Ceł „Poznań”                                           | Inspektorat SC „Grudziądz”                      | komisariat SC „Plesewo”                  | placówka SC „Święte”                     |
| Dyrekcja Ceł „Poznań”                                           | Inspektorat SC „Grudziądz”                      | komisariat SC „Plesewo”                  | placówka SC „Krzywka”                    |
| Dyrekcja Ceł „Poznań”                                           | Inspektorat SC „Grudziądz”                      | komisariat SC „Plesewo”                  | placówka SC „Zawdzka Wola”               |
| Dyrekcja Ceł „Poznań”                                           | Inspektorat SC „Grudziądz”                      | komisariat SC „Plesewo”                  | placówka SC „Zawda”                      |
| Dyrekcja Ceł „Poznań”                                           | Inspektorat SC „Grudziądz”                      | komisariat SC „Plesewo”                  | placówka SC „Szynwałd”                   |
| Dyrekcja Ceł „Poznań”                                           | Inspektorat SC „Grudziądz”                      | komisariat SC „Plesewo”                  | placówka SC „Nogat”                      |
| Dyrekcja Ceł „Poznań”                                           | Inspektorat SC „Grudziądz”                      | komisariat SC „Plesewo”                  | placówka SC „Boże Pole”                  |
| Dyrekcja Ceł „Poznań”                                           | Inspektorat SC „Grudziądz”                      | komisariat SC „Dusocin”                  | placówka SC „Szembruk”                   |
| Dyrekcja Ceł „Poznań”                                           | Inspektorat SC „Grudziądz”                      | komisariat SC „Dusocin”                  | placówka SC „Smolarnia”                  |
| Dyrekcja Ceł „Poznań”                                           | Inspektorat SC „Grudziądz”                      | komisariat SC „Dusocin”                  | placówka SC „Budy”                       |
| Dyrekcja Ceł „Poznań”                                           | Inspektorat SC „Grudziądz”                      | komisariat SC „Dusocin”                  | placówka SC „Gardeja”                    |
| Dyrekcja Ceł „Poznań”                                           | Inspektorat SC „Grudziądz”                      | komisariat SC „Dusocin”                  | placówka SC „Zarośle”                    |
| Dyrekcja Ceł „Poznań”                                           | Inspektorat SC „Grudziądz”                      | komisariat SC „Dusocin”                  | placówka SC „Dusocin”                    |
| Dyrekcja Ceł „Poznań”                                           | Inspektorat SC „Grudziądz”                      | komisariat SC „Dusocin”                  | placówka SC „Leśniewo”                   |
| Dyrekcja Ceł „Poznań”                                           | Inspektorat SC „Grudziądz”                      | komisariat SC „Dusocin”                  | placówka SC „Wielki Wełcz”               |
| Dyrekcja Ceł „Poznań”                                           | Inspektorat SC „Grudziądz”                      | komisariat SC „Dusocin”                  | placówka SC „Mały Wełcz”                 |
| Dyrekcja Ceł „Poznań”                                           | Inspektorat SC „Grudziądz”                      | komisariat SC „Nowe”                     | placówka SC „Nowy Tryl”                  |
| Dyrekcja Ceł „Poznań”                                           | Inspektorat SC „Grudziądz”                      | komisariat SC „Nowe”                     | placówka SC „Tryl”                       |
| Dyrekcja Ceł „Poznań”                                           | Inspektorat SC „Grudziądz”                      | komisariat SC „Nowe”                     | placówka SC „Nowe wodna”                 |
| Dyrekcja Ceł „Poznań”                                           | Inspektorat SC „Grudziądz”                      | komisariat SC „Nowe”                     | placówka SC „Nowe lądowa”                |
| Dyrekcja Ceł „Poznań”                                           | Inspektorat SC „Grudziądz”                      | komisariat SC „Nowe”                     | placówka SC „Bochlin”                    |
| Dyrekcja Ceł „Poznań”                                           | Inspektorat SC „Grudziądz”                      | komisariat SC „Nowe”                     | placówka SC „Wiosło”                     |
| Dyrekcja Ceł „Poznań”                                           | Inspektorat SC „Grudziądz”                      | komisariat SC „Nowe”                     | placówka SC „Widlice”                    |
| Dyrekcja Ceł „Poznań”                                           | Inspektorat SC „Grudziądz”                      | komisariat SC „Nowe”                     | placówka SC „Opalenie”                   |
| Dyrekcja Ceł „Poznań”                                           | Inspektorat SC „Grudziądz”                      | komisariat SC „Gniew”                    | placówka SC „Korzeniowo”                 |
| Dyrekcja Ceł „Poznań”                                           | Inspektorat SC „Grudziądz”                      | komisariat SC „Gniew”                    | placówka SC „Jaźwiska”                   |
| Dyrekcja Ceł „Poznań”                                           | Inspektorat SC „Grudziądz”                      | komisariat SC „Gniew”                    | placówka SC „Tymanowa”                   |
| Dyrekcja Ceł „Poznań”                                           | Inspektorat SC „Grudziądz”                      | komisariat SC „Gniew”                    | placówka SC „Janowo”                     |
| Dyrekcja Ceł „Poznań”                                           | Inspektorat SC „Grudziądz”                      | komisariat SC „Gniew”                    | placówka SC „Małe Pólko”                 |
| Dyrekcja Ceł „Poznań”                                           | Inspektorat SC „Grudziądz”                      | komisariat SC „Gniew”                    | placówka SC „Gniew wodna”                |
| Dyrekcja Ceł „Poznań”                                           | Inspektorat SC „Grudziądz”                      | komisariat SC „Gniew”                    | placówka SC „Gniew lądowa”               |
| Dyrekcja Ceł „Poznań”                                           | Inspektorat SC „Grudziądz”                      | komisariat SC „Gniew”                    | placówka SC „Kotło”                      |
| Dyrekcja Ceł „Poznań”                                           | Inspektorat SC „Grudziądz”                      | komisariat SC „Gniew”                    | placówka SC „Gronowo”                    |
| Dyrekcja Ceł „Poznań”                                           | Inspektorat SC „Grudziądz”                      | komisariat SC „Gniew”                    | urząd celny w Tczewie                    |
| Dyrekcja Ceł „Poznań”                                           | Inspektorat SC „Grudziądz”                      | komisariat SC „Gniew”                    | placówka SC „Walichnowy”                 |
| Dyrekcja Ceł „Poznań”                                           | Inspektorat SC „Wejherowo”                      | komisariat SC „Chylonia”                 | placówka SC „Mały Kack”                  |
| Dyrekcja Ceł „Poznań”                                           | Inspektorat SC „Wejherowo”                      | komisariat SC „Chylonia”                 | placówka SC „Chylonia”                   |
| Dyrekcja Ceł „Poznań”                                           | Inspektorat SC „Wejherowo”                      | komisariat SC „Chylonia”                 | placówka SC „Oksywie”                    |
| Dyrekcja Ceł „Poznań”                                           | Inspektorat SC „Wejherowo”                      | komisariat SC „Chylonia”                 | placówka SC „Gdynia”                     |
| Dyrekcja Ceł „Poznań”                                           | Inspektorat SC „Wejherowo”                      | komisariat SC „Chylonia”                 | placówka SC „Pierwoszyno”                |
| Dyrekcja Ceł „Poznań”                                           | Inspektorat SC „Wejherowo”                      | komisariat SC „Chylonia”                 | placówka SC „Rewa”                       |
| Dyrekcja Ceł „Poznań”                                           | Inspektorat SC „Wejherowo”                      | komisariat SC „Puck”                     | placówka SC „Osłonino”                   |
| Dyrekcja Ceł „Poznań”                                           | Inspektorat SC „Wejherowo”                      | komisariat SC „Puck”                     | placówka SC „Jastarnia”                  |
| Dyrekcja Ceł „Poznań”                                           | Inspektorat SC „Wejherowo”                      | komisariat SC „Puck”                     | placówka SC „Puck”                       |
| Dyrekcja Ceł „Poznań”                                           | Inspektorat SC „Wejherowo”                      | komisariat SC „Puck”                     | placówka SC „Wielka Wieś”                |
| Dyrekcja Ceł „Poznań”                                           | Inspektorat SC „Wejherowo”                      | komisariat SC „Puck”                     | placówka SC „Hel”                        |
| Dyrekcja Ceł „Poznań”                                           | Inspektorat SC „Wejherowo”                      | komisariat SC „Puck”                     | placówka SC „Kuźnica”                    |
| Dyrekcja Ceł „Poznań”                                           | Inspektorat SC „Wejherowo”                      | komisariat SC „Puck”                     | placówka SC „Chałupy”                    |
| Dyrekcja Ceł „Poznań”                                           | Inspektorat SC „Wejherowo”                      | komisariat SC „Puck”                     | placówka SC „Chłapowo”                   |
| Dyrekcja Ceł „Poznań”                                           | Inspektorat SC „Wejherowo”                      | komisariat SC „Krokowa”                  | placówka SC „Ostrów”                     |
| Dyrekcja Ceł „Poznań”                                           | Inspektorat SC „Wejherowo”                      | komisariat SC „Krokowa”                  | placówka SC „Tupadły”                    |
| Dyrekcja Ceł „Poznań”                                           | Inspektorat SC „Wejherowo”                      | komisariat SC „Krokowa”                  | placówka SC „Karwińskie Błota”           |
| Dyrekcja Ceł „Poznań”                                           | Inspektorat SC „Wejherowo”                      | komisariat SC „Krokowa”                  | placówka SC „Dębek”                      |
| Dyrekcja Ceł „Poznań”                                           | Inspektorat SC „Wejherowo”                      | komisariat SC „Krokowa”                  | placówka SC „Żarnowiec”                  |
| Dyrekcja Ceł „Poznań”                                           | Inspektorat SC „Wejherowo”                      | komisariat SC „Tyłowo”                   | placówka SC „Nadole”                     |
| Dyrekcja Ceł „Poznań”                                           | Inspektorat SC „Wejherowo”                      | komisariat SC „Tyłowo”                   | placówka SC „Kartoszyno”                 |
| Dyrekcja Ceł „Poznań”                                           | Inspektorat SC „Wejherowo”                      | komisariat SC „Tyłowo”                   | placówka SC „Tyłowo”                     |
| Dyrekcja Ceł „Poznań”                                           | Inspektorat SC „Wejherowo”                      | komisariat SC „Tyłowo”                   | placówka SC „Warszkowo”                  |
| Dyrekcja Ceł „Poznań”                                           | Inspektorat SC „Wejherowo”                      | komisariat SC „Tyłowo”                   | placówka SC „Orle”                       |
| Dyrekcja Ceł „Poznań”                                           | Inspektorat SC „Wejherowo”                      | komisariat SC „Góra”                     | placówka SC „Zamostne”                   |
| Dyrekcja Ceł „Poznań”                                           | Inspektorat SC „Wejherowo”                      | komisariat SC „Góra”                     | placówka SC „Żelewo”                     |
| Dyrekcja Ceł „Poznań”                                           | Inspektorat SC „Wejherowo”                      | komisariat SC „Góra”                     | placówka SC „Kochanowo”                  |
| Dyrekcja Ceł „Poznań”                                           | Inspektorat SC „Wejherowo”                      | komisariat SC „Góra”                     | placówka SC „Kębłowska Tama”             |
| Dyrekcja Ceł „Poznań”                                           | Inspektorat SC „Wejherowo”                      | komisariat SC „Góra”                     | placówka SC „Strzebielino”               |
| Dyrekcja Ceł „Poznań”                                           | Inspektorat SC „Wejherowo”                      | komisariat SC „Góra”                     | placówka SC „Luzino”                     |
| Dyrekcja Ceł „Poznań”                                           | Inspektorat SC „Wejherowo”                      | komisariat SC „Góra”                     | placówka SC „Barłomino”                  |
| Dyrekcja Ceł „Poznań”                                           | Inspektorat SC „Kościerzyna”                    | komisariat SC „Linia”                    | placówka SC „Tępcze”                     |
| Dyrekcja Ceł „Poznań”                                           | Inspektorat SC „Kościerzyna”                    | komisariat SC „Linia”                    | placówka SC „Borek”                      |
| Dyrekcja Ceł „Poznań”                                           | Inspektorat SC „Kościerzyna”                    | komisariat SC „Linia”                    | placówka SC „Tłuczewo”                   |
| Dyrekcja Ceł „Poznań”                                           | Inspektorat SC „Kościerzyna”                    | komisariat SC „Linia”                    | placówka SC „Kętrzyno”                   |
| Dyrekcja Ceł „Poznań”                                           | Inspektorat SC „Kościerzyna”                    | komisariat SC „Linia”                    | placówka SC „Zakrzewo”                   |
| Dyrekcja Ceł „Poznań”                                           | Inspektorat SC „Kościerzyna”                    | komisariat SC „Linia”                    | placówka SC „Niepoczołowice”             |
| Dyrekcja Ceł „Poznań”                                           | Inspektorat SC „Kościerzyna”                    | komisariat SC „Sierakowice”              | placówka SC „Kamienicki Młyn”            |
| Dyrekcja Ceł „Poznań”                                           | Inspektorat SC „Kościerzyna”                    | komisariat SC „Sierakowice”              | placówka SC „Kamienica”                  |
| Dyrekcja Ceł „Poznań”                                           | Inspektorat SC „Kościerzyna”                    | komisariat SC „Sierakowice”              | placówka SC „Pałubice”                   |
| Dyrekcja Ceł „Poznań”                                           | Inspektorat SC „Kościerzyna”                    | komisariat SC „Sierakowice”              | placówka SC „Skrzeszewo”                 |
| Dyrekcja Ceł „Poznań”                                           | Inspektorat SC „Kościerzyna”                    | komisariat SC „Sierakowice”              | placówka SC „Załakowo”                   |
| Dyrekcja Ceł „Poznań”                                           | Inspektorat SC „Kościerzyna”                    | komisariat SC „Sierakowice”              | placówka SC „Kowale”                     |
| Dyrekcja Ceł „Poznań”                                           | Inspektorat SC „Kościerzyna”                    | komisariat SC „Sierakowice”              | placówka SC „Gowidlino”                  |
| Dyrekcja Ceł „Poznań”                                           | Inspektorat SC „Kościerzyna”                    | komisariat SC „Sierakowice”              | placówka SC „Smolniki”                   |
| Dyrekcja Ceł „Poznań”                                           | Inspektorat SC „Kościerzyna”                    | komisariat SC „Chośnica”                 | placówka SC „Stara Huta”                 |
| Dyrekcja Ceł „Poznań”                                           | Inspektorat SC „Kościerzyna”                    | komisariat SC „Chośnica”                 | placówka SC „Kamionka”                   |
| Dyrekcja Ceł „Poznań”                                           | Inspektorat SC „Kościerzyna”                    | komisariat SC „Chośnica”                 | placówka SC „Bawernica”                  |
| Dyrekcja Ceł „Poznań”                                           | Inspektorat SC „Kościerzyna”                    | komisariat SC „Chośnica”                 | placówka SC „Chośnica folwark”           |
| Dyrekcja Ceł „Poznań”                                           | Inspektorat SC „Kościerzyna”                    | komisariat SC „Chośnica”                 | placówka SC „Chośnica leśniczówka”       |
| Dyrekcja Ceł „Poznań”                                           | Inspektorat SC „Kościerzyna”                    | komisariat SC „Lipusz”                   | placówka SC „Jamno”                      |
| Dyrekcja Ceł „Poznań”                                           | Inspektorat SC „Kościerzyna”                    | komisariat SC „Lipusz”                   | placówka SC „Parchowo”                   |
| Dyrekcja Ceł „Poznań”                                           | Inspektorat SC „Kościerzyna”                    | komisariat SC „Lipusz”                   | placówka SC „Gołczewo”                   |
| Dyrekcja Ceł „Poznań”                                           | Inspektorat SC „Kościerzyna”                    | komisariat SC „Lipusz”                   | placówka SC „Glinowo”                    |
| Dyrekcja Ceł „Poznań”                                           | Inspektorat SC „Kościerzyna”                    | komisariat SC „Lipusz”                   | placówka SC „Nakło”                      |
| Dyrekcja Ceł „Poznań”                                           | Inspektorat SC „Kościerzyna”                    | komisariat SC „Lipusz”                   | placówka SC „Tuszkowy”                   |
| Dyrekcja Ceł „Poznań”                                           | Inspektorat SC „Kościerzyna”                    | komisariat SC „Lipusz”                   | placówka SC „Skwierawy”                  |
| Dyrekcja Ceł „Poznań”                                           | Inspektorat SC „Kościerzyna”                    | komisariat SC „Przymuszewo”              | placówka SC „Dywan”                      |
| Dyrekcja Ceł „Poznań”                                           | Inspektorat SC „Kościerzyna”                    | komisariat SC „Przymuszewo”              | placówka SC „Przymuszewo”                |
| Dyrekcja Ceł „Poznań”                                           | Inspektorat SC „Kościerzyna”                    | komisariat SC „Przymuszewo”              | placówka SC „Skoszewo”                   |
| Dyrekcja Ceł „Poznań”                                           | Inspektorat SC „Kościerzyna”                    | komisariat SC „Przymuszewo”              | placówka SC „Prądzona”                   |
| Dyrekcja Ceł „Poznań”                                           | Inspektorat SC „Kościerzyna”                    | komisariat SC „Przymuszewo”              | placówka SC „Lubonia”                    |
| Dyrekcja Ceł „Poznań”                                           | Inspektorat SC „Kościerzyna”                    | komisariat SC „Przymuszewo”              | placówka SC „Wojsk”                      |
| Dyrekcja Ceł „Poznań”                                           | Inspektorat SC „Chojnice”                       | komisariat SC „Brzeźno”                  | placówka SC „Glisno”                     |
| Dyrekcja Ceł „Poznań”                                           | Inspektorat SC „Chojnice”                       | komisariat SC „Brzeźno”                  | placówka SC „Łąkie”                      |
| Dyrekcja Ceł „Poznań”                                           | Inspektorat SC „Chojnice”                       | komisariat SC „Brzeźno”                  | placówka SC „Brzeźno”                    |
| Dyrekcja Ceł „Poznań”                                           | Inspektorat SC „Chojnice”                       | komisariat SC „Brzeźno”                  | placówka SC „Brzozowo”                   |
| Dyrekcja Ceł „Poznań”                                           | Inspektorat SC „Chojnice”                       | komisariat SC „Brzeźno”                  | placówka SC „Wierzchocino”               |
| Dyrekcja Ceł „Poznań”                                           | Inspektorat SC „Chojnice”                       | komisariat SC „Konarzynki”               | placówka SC „Upiłka”                     |
| Dyrekcja Ceł „Poznań”                                           | Inspektorat SC „Chojnice”                       | komisariat SC „Konarzynki”               | placówka SC „Kobyle Góry”                |
| Dyrekcja Ceł „Poznań”                                           | Inspektorat SC „Chojnice”                       | komisariat SC „Konarzynki”               | placówka SC „Nowa Karczma”               |
| Dyrekcja Ceł „Poznań”                                           | Inspektorat SC „Chojnice”                       | komisariat SC „Konarzynki”               | placówka SC „Szklana Huta”               |
| Dyrekcja Ceł „Poznań”                                           | Inspektorat SC „Chojnice”                       | komisariat SC „Konarzynki”               | placówka SC „Konarzyny”                  |
| Dyrekcja Ceł „Poznań”                                           | Inspektorat SC „Chojnice”                       | komisariat SC „Chojnice”                 | placówka SC „Ciecholewy”                 |
| Dyrekcja Ceł „Poznań”                                           | Inspektorat SC „Chojnice”                       | komisariat SC „Chojnice”                 | placówka SC „Babilon”                    |
| Dyrekcja Ceł „Poznań”                                           | Inspektorat SC „Chojnice”                       | komisariat SC „Chojnice”                 | placówka SC „Kopernica”                  |
| Dyrekcja Ceł „Poznań”                                           | Inspektorat SC „Chojnice”                       | komisariat SC „Chojnice”                 | placówka SC „Wolność”                    |
| Dyrekcja Ceł „Poznań”                                           | Inspektorat SC „Chojnice”                       | komisariat SC „Chojnice”                 | placówka SC „Charzykowy”                 |
| Dyrekcja Ceł „Poznań”                                           | Inspektorat SC „Chojnice”                       | komisariat SC „Chojnice”                 | placówka SC „Chojnice”                   |
| Dyrekcja Ceł „Poznań”                                           | Inspektorat SC „Chojnice”                       | komisariat SC „Chojnice”                 | placówka SC „Szenfeld”                   |
| Dyrekcja Ceł „Poznań”                                           | Inspektorat SC „Chojnice”                       | komisariat SC „Kamień”                   | placówka SC „Moszczenica”                |
| Dyrekcja Ceł „Poznań”                                           | Inspektorat SC „Chojnice”                       | komisariat SC „Kamień”                   | placówka SC „Doręgowice”                 |
| Dyrekcja Ceł „Poznań”                                           | Inspektorat SC „Chojnice”                       | komisariat SC „Kamień”                   | placówka SC „Jerzmionki”                 |
| Dyrekcja Ceł „Poznań”                                           | Inspektorat SC „Chojnice”                       | komisariat SC „Kamień”                   | placówka SC „Niwy”                       |
| Dyrekcja Ceł „Poznań”                                           | Inspektorat SC „Chojnice”                       | komisariat SC „Kamień”                   | placówka SC „Orzełek”                    |
| Dyrekcja Ceł „Poznań”                                           | Inspektorat SC „Chojnice”                       | komisariat SC „Kamień”                   | placówka SC „Witkowo”                    |
| Dyrekcja Ceł „Poznań”                                           | Inspektorat SC „Chojnice”                       | komisariat SC „Kamień”                   | placówka SC „Dąbrowa”                    |
| Dyrekcja Ceł „Poznań”                                           | Inspektorat SC „Chojnice”                       | komisariat SC „Sypniewo”                 | placówka SC „Lutówko”                    |
| Dyrekcja Ceł „Poznań”                                           | Inspektorat SC „Chojnice”                       | komisariat SC „Sypniewo”                 | placówka SC „Henryków”                   |
| Dyrekcja Ceł „Poznań”                                           | Inspektorat SC „Chojnice”                       | komisariat SC „Sypniewo”                 | placówka SC „Jazdrowo”                   |
| Dyrekcja Ceł „Poznań”                                           | Inspektorat SC „Chojnice”                       | komisariat SC „Sypniewo”                 | placówka SC „Pustynia Leśna”             |
| Dyrekcja Ceł „Poznań”                                           | Inspektorat SC „Chojnice”                       | komisariat SC „Sypniewo”                 | placówka SC „Dorotowo”                   |
| Dyrekcja Ceł „Poznań”                                           | Inspektorat SC „Chojnice”                       | komisariat SC „Sypniewo”                 | placówka SC „Sypniewo”                   |
| Dyrekcja Ceł „Poznań”                                           | Inspektorat SC „Chodzież”                       | komisariat SC „Łobżenica”                | placówka SC „Witrogoszcz”                |
| Dyrekcja Ceł „Poznań”                                           | Inspektorat SC „Chodzież”                       | komisariat SC „Łobżenica”                | placówka SC „Łobżonka”                   |
| Dyrekcja Ceł „Poznań”                                           | Inspektorat SC „Chodzież”                       | komisariat SC „Łobżenica”                | placówka SC „Walentymowo”                |
| Dyrekcja Ceł „Poznań”                                           | Inspektorat SC „Chodzież”                       | komisariat SC „Łobżenica”                | placówka SC „Wiktorówki”                 |
| Dyrekcja Ceł „Poznań”                                           | Inspektorat SC „Chodzież”                       | komisariat SC „Łobżenica”                | placówka SC „Kunowo”                     |
| Dyrekcja Ceł „Poznań”                                           | Inspektorat SC „Chodzież”                       | komisariat SC „Łobżenica”                | placówka SC „Tłukomy”                    |
| Dyrekcja Ceł „Poznań”                                           | Inspektorat SC „Chodzież”                       | komisariat SC „Wysoka”                   | placówka SC „Bługowiec”                  |
| Dyrekcja Ceł „Poznań”                                           | Inspektorat SC „Chodzież”                       | komisariat SC „Wysoka”                   | placówka SC „Bądecz”                     |
| Dyrekcja Ceł „Poznań”                                           | Inspektorat SC „Chodzież”                       | komisariat SC „Wysoka”                   | placówka SC „Gmurowo”                    |
| Dyrekcja Ceł „Poznań”                                           | Inspektorat SC „Chodzież”                       | komisariat SC „Wysoka”                   | placówka SC „Stare”                      |
| Dyrekcja Ceł „Poznań”                                           | Inspektorat SC „Chodzież”                       | komisariat SC „Wysoka”                   | placówka SC „Maryniec”                   |
| Dyrekcja Ceł „Poznań”                                           | Inspektorat SC „Chodzież”                       | komisariat SC „Wysoka”                   | placówka SC „Żelgiewo”                   |
| Dyrekcja Ceł „Poznań”                                           | Inspektorat SC „Chodzież”                       | komisariat SC „Wysoka”                   | placówka SC „Wysoka”                     |
| Dyrekcja Ceł „Poznań”                                           | Inspektorat SC „Chodzież”                       | komisariat SC „Śmiłowo”                  | placówka SC „Brodna”                     |
| Dyrekcja Ceł „Poznań”                                           | Inspektorat SC „Chodzież”                       | komisariat SC „Śmiłowo”                  | placówka SC „Jeziorki”                   |
| Dyrekcja Ceł „Poznań”                                           | Inspektorat SC „Chodzież”                       | komisariat SC „Śmiłowo”                  | placówka SC „Śmiłowo”                    |
| Dyrekcja Ceł „Poznań”                                           | Inspektorat SC „Chodzież”                       | komisariat SC „Śmiłowo”                  | placówka SC „Kaczory I”                  |
| Dyrekcja Ceł „Poznań”                                           | Inspektorat SC „Chodzież”                       | komisariat SC „Śmiłowo”                  | placówka SC „Kaczory II”                 |
| Dyrekcja Ceł „Poznań”                                           | Inspektorat SC „Chodzież”                       | komisariat SC „Śmiłowo”                  | placówka SC „Krzewina”                   |
| Dyrekcja Ceł „Poznań”                                           | Inspektorat SC „Chodzież”                       | komisariat SC „Ujście”                   | placówka SC „Dziembowo”                  |
| Dyrekcja Ceł „Poznań”                                           | Inspektorat SC „Chodzież”                       | komisariat SC „Ujście”                   | placówka SC „Kalina”                     |
| Dyrekcja Ceł „Poznań”                                           | Inspektorat SC „Chodzież”                       | komisariat SC „Ujście”                   | placówka SC „Byszki”                     |
| Dyrekcja Ceł „Poznań”                                           | Inspektorat SC „Chodzież”                       | komisariat SC „Ujście”                   | placówka SC „Ujście”                     |
| Dyrekcja Ceł „Poznań”                                           | Inspektorat SC „Chodzież”                       | komisariat SC „Ujście”                   | placówka SC „Mirosław”                   |
| Dyrekcja Ceł „Poznań”                                           | Inspektorat SC „Chodzież”                       | komisariat SC „Ujście”                   | placówka SC „Nowie”                      |
| Dyrekcja Ceł „Poznań”                                           | Inspektorat SC „Chodzież”                       | komisariat SC „Czarnków”                 | placówka SC „Walkowice”                  |
| Dyrekcja Ceł „Poznań”                                           | Inspektorat SC „Chodzież”                       | komisariat SC „Czarnków”                 | placówka SC „Romanowo Górne”             |
| Dyrekcja Ceł „Poznań”                                           | Inspektorat SC „Chodzież”                       | komisariat SC „Czarnków”                 | placówka SC „Romanowo Dolne”             |
| Dyrekcja Ceł „Poznań”                                           | Inspektorat SC „Chodzież”                       | komisariat SC „Czarnków”                 | placówka SC „Brzeźno”                    |
| Dyrekcja Ceł „Poznań”                                           | Inspektorat SC „Chodzież”                       | komisariat SC „Czarnków”                 | placówka SC „Czarnków”                   |
| Dyrekcja Ceł „Poznań”                                           | Inspektorat SC „Chodzież”                       | komisariat SC „Czarnków”                 | placówka SC „Góra”                       |
| Dyrekcja Ceł „Poznań”                                           | Inspektorat SC „Chodzież”                       | komisariat SC „Wieleń”                   | placówka SC „Ciszkowo”                   |
| Dyrekcja Ceł „Poznań”                                           | Inspektorat SC „Chodzież”                       | komisariat SC „Wieleń”                   | placówka SC „Mikołajewo”                 |
| Dyrekcja Ceł „Poznań”                                           | Inspektorat SC „Chodzież”                       | komisariat SC „Wieleń”                   | placówka SC „Gulcz”                      |
| Dyrekcja Ceł „Poznań”                                           | Inspektorat SC „Chodzież”                       | komisariat SC „Wieleń”                   | placówka SC „Rosko”                      |
| Dyrekcja Ceł „Poznań”                                           | Inspektorat SC „Chodzież”                       | komisariat SC „Wieleń”                   | placówka SC „Wrzeszczyna”                |
| Dyrekcja Ceł „Poznań”                                           | Inspektorat SC „Chodzież”                       | komisariat SC „Wieleń”                   | placówka SC „Wieleń”                     |
| Dyrekcja Ceł „Poznań”                                           | Inspektorat SC „Chodzież”                       | komisariat SC „Wieleń”                   | placówka SC „Drawska Huta”               |
| Dyrekcja Ceł „Poznań”                                           | Inspektorat SC „Międzychód”                     | komisariat SC „Drzewce”                  | placówka SC „Błoto”                      |
| Dyrekcja Ceł „Poznań”                                           | Inspektorat SC „Międzychód”                     | komisariat SC „Drzewce”                  | placówka SC „Radusz”                     |
| Dyrekcja Ceł „Poznań”                                           | Inspektorat SC „Międzychód”                     | komisariat SC „Drzewce”                  | placówka SC „Kamień”                     |
| Dyrekcja Ceł „Poznań”                                           | Inspektorat SC „Międzychód”                     | komisariat SC „Drzewce”                  | placówka SC „Sowia Góra”                 |
| Dyrekcja Ceł „Poznań”                                           | Inspektorat SC „Międzychód”                     | komisariat SC „Drzewce”                  | placówka SC „Drzewce”                    |
| Dyrekcja Ceł „Poznań”                                           | Inspektorat SC „Międzychód”                     | komisariat SC „Drzewce”                  | placówka SC „Radgoszcz”                  |
| Dyrekcja Ceł „Poznań”                                           | Inspektorat SC „Międzychód”                     | komisariat SC „Drzewce”                  | placówka SC „Mierzyn”                    |
| Dyrekcja Ceł „Poznań”                                           | Inspektorat SC „Międzychód”                     | komisariat SC „Piłka”                    | placówka SC „Drawsko”                    |
| Dyrekcja Ceł „Poznań”                                           | Inspektorat SC „Międzychód”                     | komisariat SC „Piłka”                    | placówka SC „Kamiennik”                  |
| Dyrekcja Ceł „Poznań”                                           | Inspektorat SC „Międzychód”                     | komisariat SC „Piłka”                    | placówka SC „Chełst”                     |
| Dyrekcja Ceł „Poznań”                                           | Inspektorat SC „Międzychód”                     | komisariat SC „Piłka”                    | placówka SC „Kwiejce”                    |
| Dyrekcja Ceł „Poznań”                                           | Inspektorat SC „Międzychód”                     | komisariat SC „Piłka”                    | placówka SC „Zieleniec”                  |
| Dyrekcja Ceł „Poznań”                                           | Inspektorat SC „Międzychód”                     | komisariat SC „Piłka”                    | placówka SC „Dębowiec”                   |
| Dyrekcja Ceł „Poznań”                                           | Inspektorat SC „Międzychód”                     | komisariat SC „Międzychód”               | placówka SC „Muchocinek”                 |
| Dyrekcja Ceł „Poznań”                                           | Inspektorat SC „Międzychód”                     | komisariat SC „Międzychód”               | placówka SC „Międzychód”                 |
| Dyrekcja Ceł „Poznań”                                           | Inspektorat SC „Międzychód”                     | komisariat SC „Międzychód”               | placówka SC „Muchocin”                   |
| Dyrekcja Ceł „Poznań”                                           | Inspektorat SC „Międzychód”                     | komisariat SC „Międzychód”               | placówka SC „Gorzycko”                   |
| Dyrekcja Ceł „Poznań”                                           | Inspektorat SC „Międzychód”                     | komisariat SC „Międzychód”               | placówka SC „Gorzyń”                     |
| Dyrekcja Ceł „Poznań”                                           | Inspektorat SC „Międzychód”                     | komisariat SC „Międzychód”               | placówka SC „Dormowo”                    |
| Dyrekcja Ceł „Poznań”                                           | Inspektorat SC „Międzychód”                     | komisariat SC „Międzychód”               | placówka SC „Sroki”                      |
| Dyrekcja Ceł „Poznań”                                           | Inspektorat SC „Międzychód”                     | komisariat SC „Silna”                    | placówka SC „Świechocin”                 |
| Dyrekcja Ceł „Poznań”                                           | Inspektorat SC „Międzychód”                     | komisariat SC „Silna”                    | placówka SC „Silna”                      |
| Dyrekcja Ceł „Poznań”                                           | Inspektorat SC „Międzychód”                     | komisariat SC „Silna”                    | placówka SC „Silna Nowa”                 |
| Dyrekcja Ceł „Poznań”                                           | Inspektorat SC „Międzychód”                     | komisariat SC „Silna”                    | placówka SC „Jabłonka Stara”             |
| Dyrekcja Ceł „Poznań”                                           | Inspektorat SC „Międzychód”                     | komisariat SC „Silna”                    | placówka SC „Szklarka Trzcielska”        |
| Dyrekcja Ceł „Poznań”                                           | Inspektorat SC „Międzychód”                     | komisariat SC „Silna”                    | placówka SC „Stary Folwark”              |
| Dyrekcja Ceł „Poznań”                                           | Inspektorat SC „Międzychód”                     | komisariat SC „Silna”                    | placówka SC „Miedzichowo”                |
| Dyrekcja Ceł „Poznań”                                           | Inspektorat SC „Międzychód”                     | komisariat SC „Zbąszyń”                  | placówka SC „Prądówka”                   |
| Dyrekcja Ceł „Poznań”                                           | Inspektorat SC „Międzychód”                     | komisariat SC „Zbąszyń”                  | placówka SC „Przychodzko”                |
| Dyrekcja Ceł „Poznań”                                           | Inspektorat SC „Międzychód”                     | komisariat SC „Zbąszyń”                  | placówka SC „Strzyżewo”                  |
| Dyrekcja Ceł „Poznań”                                           | Inspektorat SC „Międzychód”                     | komisariat SC „Zbąszyń”                  | placówka SC „Zbaszyń”                    |
| Dyrekcja Ceł „Poznań”                                           | Inspektorat SC „Międzychód”                     | komisariat SC „Zbąszyń”                  | placówka SC „Nądnia”                     |
| Dyrekcja Ceł „Poznań”                                           | Inspektorat SC „Międzychód”                     | komisariat SC „Zbąszyń”                  | placówka SC „Perzyny”                    |
| Dyrekcja Ceł „Poznań”                                           | Inspektorat SC „Międzychód”                     | komisariat SC „Kopanica”                 | placówka SC „Nowa Wieś”                  |
| Dyrekcja Ceł „Poznań”                                           | Inspektorat SC „Międzychód”                     | komisariat SC „Kopanica”                 | placówka SC „Grójec Wielki”              |
| Dyrekcja Ceł „Poznań”                                           | Inspektorat SC „Międzychód”                     | komisariat SC „Kopanica”                 | placówka SC „Chobienice”                 |
| Dyrekcja Ceł „Poznań”                                           | Inspektorat SC „Międzychód”                     | komisariat SC „Kopanica”                 | placówka SC „Wąchabno”                   |
| Dyrekcja Ceł „Poznań”                                           | Inspektorat SC „Międzychód”                     | komisariat SC „Kopanica”                 | placówka SC „Mała Wieś”                  |
| Dyrekcja Ceł „Poznań”                                           | Inspektorat SC „Międzychód”                     | komisariat SC „Kopanica”                 | placówka SC „Kopanica”                   |
| Dyrekcja Ceł „Poznań”                                           | Inspektorat SC „Międzychód”                     | komisariat SC „Kopanica”                 | placówka SC „Jaromierz”                  |
| Dyrekcja Ceł „Poznań”                                           | Inspektorat SC „Leszno”                         | komisariat SC „Obra”                     | placówka SC „Jarzyniec”                  |
| Dyrekcja Ceł „Poznań”                                           | Inspektorat SC „Leszno”                         | komisariat SC „Obra”                     | placówka SC „Obra”                       |
| Dyrekcja Ceł „Poznań”                                           | Inspektorat SC „Leszno”                         | komisariat SC „Obra”                     | placówka SC „Nowa Obra”                  |
| Dyrekcja Ceł „Poznań”                                           | Inspektorat SC „Leszno”                         | komisariat SC „Obra”                     | placówka SC „Zacisze”                    |
| Dyrekcja Ceł „Poznań”                                           | Inspektorat SC „Leszno”                         | komisariat SC „Obra”                     | placówka SC „Kębłowo”                    |
| Dyrekcja Ceł „Poznań”                                           | Inspektorat SC „Leszno”                         | komisariat SC „Obra”                     | placówka SC „Solec”                      |
| Dyrekcja Ceł „Poznań”                                           | Inspektorat SC „Leszno”                         | komisariat SC „Kaszczor”                 | placówka SC „Mochy”                      |
| Dyrekcja Ceł „Poznań”                                           | Inspektorat SC „Leszno”                         | komisariat SC „Kaszczor”                 | placówka SC „Kaszczor”                   |
| Dyrekcja Ceł „Poznań”                                           | Inspektorat SC „Leszno”                         | komisariat SC „Kaszczor”                 | placówka SC „Wijewo”                     |
| Dyrekcja Ceł „Poznań”                                           | Inspektorat SC „Leszno”                         | komisariat SC „Kaszczor”                 | placówka SC „Potrzebowo”                 |
| Dyrekcja Ceł „Poznań”                                           | Inspektorat SC „Leszno”                         | komisariat SC „Kaszczor”                 | placówka SC „Wybudowanie”                |
| Dyrekcja Ceł „Poznań”                                           | Inspektorat SC „Leszno”                         | komisariat SC „Kaszczor”                 | placówka SC „Brenno”                     |
| Dyrekcja Ceł „Poznań”                                           | Inspektorat SC „Leszno”                         | komisariat SC „Włoszakowice”             | placówka SC „Zaborówiec”                 |
| Dyrekcja Ceł „Poznań”                                           | Inspektorat SC „Leszno”                         | komisariat SC „Włoszakowice”             | placówka SC „Mścigniew”                  |
| Dyrekcja Ceł „Poznań”                                           | Inspektorat SC „Leszno”                         | komisariat SC „Włoszakowice”             | placówka SC „Włoszakowice”               |
| Dyrekcja Ceł „Poznań”                                           | Inspektorat SC „Leszno”                         | komisariat SC „Włoszakowice”             | placówka SC „Daćbogi”                    |
| Dyrekcja Ceł „Poznań”                                           | Inspektorat SC „Leszno”                         | komisariat SC „Włoszakowice”             | placówka SC „Zbarzewo”                   |
| Dyrekcja Ceł „Poznań”                                           | Inspektorat SC „Leszno”                         | komisariat SC „Włoszakowice”             | placówka SC „Niechłód”                   |
| Dyrekcja Ceł „Poznań”                                           | Inspektorat SC „Leszno”                         | komisariat SC „Zaborowo”                 | placówka SC „Długie Nowe”                |
| Dyrekcja Ceł „Poznań”                                           | Inspektorat SC „Leszno”                         | komisariat SC „Zaborowo”                 | placówka SC „Długie Stare”               |
| Dyrekcja Ceł „Poznań”                                           | Inspektorat SC „Leszno”                         | komisariat SC „Zaborowo”                 | placówka SC „Lasocice”                   |
| Dyrekcja Ceł „Poznań”                                           | Inspektorat SC „Leszno”                         | komisariat SC „Zaborowo”                 | placówka SC „Zaborowo”                   |
| Dyrekcja Ceł „Poznań”                                           | Inspektorat SC „Leszno”                         | komisariat SC „Zaborowo”                 | placówka SC „Tarnowa Łąka”               |
| Dyrekcja Ceł „Poznań”                                           | Inspektorat SC „Leszno”                         | komisariat SC „Bojanowo”                 | placówka SC „Jabłonna”                   |
| Dyrekcja Ceł „Poznań”                                           | Inspektorat SC „Leszno”                         | komisariat SC „Bojanowo”                 | placówka SC „Bojanowo”                   |
| Dyrekcja Ceł „Poznań”                                           | Inspektorat SC „Leszno”                         | komisariat SC „Bojanowo”                 | placówka SC „Trzebosz”                   |
| Dyrekcja Ceł „Poznań”                                           | Inspektorat SC „Leszno”                         | komisariat SC „Bojanowo”                 | placówka SC „Pakówka”                    |
| Dyrekcja Ceł „Poznań”                                           | Inspektorat SC „Leszno”                         | komisariat SC „Bojanowo”                 | placówka SC „Żylice”                     |
| Dyrekcja Ceł „Poznań”                                           | Inspektorat SC „Leszno”                         | komisariat SC „Rawicz”                   | placówka SC „Rawicz”                     |
| Dyrekcja Ceł „Poznań”                                           | Inspektorat SC „Leszno”                         | komisariat SC „Rawicz”                   | placówka SC „Masłowo”                    |
| Dyrekcja Ceł „Poznań”                                           | Inspektorat SC „Leszno”                         | komisariat SC „Rawicz”                   | placówka SC „Warszew”                    |
| Dyrekcja Ceł „Poznań”                                           | Inspektorat SC „Leszno”                         | komisariat SC „Rawicz”                   | placówka SC „Dębno Polskie”              |
| Dyrekcja Ceł „Poznań”                                           | Inspektorat SC „Leszno”                         | komisariat SC „Rawicz”                   | placówka SC „Zielona Wieś”               |
| Dyrekcja Ceł „Poznań”                                           | Inspektorat SC „Leszno”                         | komisariat SC „Rawicz”                   | placówka SC „Łąkta”                      |
| Dyrekcja Ceł „Poznań”                                           | Inspektorat SC „Leszno”                         | komisariat SC „Rawicz”                   | placówka SC „Sworowo”                    |
| Dyrekcja Ceł „Poznań”                                           | Inspektorat SC „Leszno”                         | komisariat SC „Jutrosin”                 | placówka SC „Białykał”                   |
| Dyrekcja Ceł „Poznań”                                           | Inspektorat SC „Leszno”                         | komisariat SC „Jutrosin”                 | placówka SC „Sowy”                       |
| Dyrekcja Ceł „Poznań”                                           | Inspektorat SC „Leszno”                         | komisariat SC „Jutrosin”                 | placówka SC „Szkaradowo”                 |
| Dyrekcja Ceł „Poznań”                                           | Inspektorat SC „Leszno”                         | komisariat SC „Jutrosin”                 | placówka SC „Jeziora”                    |
| Dyrekcja Ceł „Poznań”                                           | Inspektorat SC „Leszno”                         | komisariat SC „Jutrosin”                 | placówka SC „Zaborowo”                   |
| Dyrekcja Ceł „Poznań”                                           | Inspektorat SC „Ostrów”                         | komisariat SC „Zduny”                    | placówka SC „Nad Stawem”                 |
| Dyrekcja Ceł „Poznań”                                           | Inspektorat SC „Ostrów”                         | komisariat SC „Zduny”                    | placówka SC „Ruda”                       |
| Dyrekcja Ceł „Poznań”                                           | Inspektorat SC „Ostrów”                         | komisariat SC „Zduny”                    | placówka SC „Zduny”                      |
| Dyrekcja Ceł „Poznań”                                           | Inspektorat SC „Ostrów”                         | komisariat SC „Zduny”                    | placówka SC „Chachalnia”                 |
| Dyrekcja Ceł „Poznań”                                           | Inspektorat SC „Ostrów”                         | komisariat SC „Odolanów”                 | placówka SC „Sulmierzyce”                |
| Dyrekcja Ceł „Poznań”                                           | Inspektorat SC „Ostrów”                         | komisariat SC „Odolanów”                 | placówka SC „Uciechów”                   |
| Dyrekcja Ceł „Poznań”                                           | Inspektorat SC „Ostrów”                         | komisariat SC „Odolanów”                 | placówka SC „Garki”                      |
| Dyrekcja Ceł „Poznań”                                           | Inspektorat SC „Ostrów”                         | komisariat SC „Odolanów”                 | placówka SC „Smugi”                      |
| Dyrekcja Ceł „Poznań”                                           | Inspektorat SC „Ostrów”                         | komisariat SC „Odolanów”                 | placówka SC „Bogdaj”                     |
| Dyrekcja Ceł „Poznań”                                           | Inspektorat SC „Ostrów”                         | komisariat SC „Odolanów”                 | placówka SC „Możdżanów”                  |
| Dyrekcja Ceł „Poznań”                                           | Inspektorat SC „Ostrów”                         | komisariat SC „Konradów”                 | placówka SC „Starża”                     |
| Dyrekcja Ceł „Poznań”                                           | Inspektorat SC „Ostrów”                         | komisariat SC „Konradów”                 | placówka SC „Konradów”                   |
| Dyrekcja Ceł „Poznań”                                           | Inspektorat SC „Ostrów”                         | komisariat SC „Konradów”                 | placówka SC „Dobrzec”                    |
| Dyrekcja Ceł „Poznań”                                           | Inspektorat SC „Ostrów”                         | komisariat SC „Konradów”                 | placówka SC „Sośnie”                     |
| Dyrekcja Ceł „Poznań”                                           | Inspektorat SC „Ostrów”                         | komisariat SC „Konradów”                 | placówka SC „Kocina”                     |
| Dyrekcja Ceł „Poznań”                                           | Inspektorat SC „Ostrów”                         | komisariat SC „Rybin”                    | placówka SC „Pawłów”                     |
| Dyrekcja Ceł „Poznań”                                           | Inspektorat SC „Ostrów”                         | komisariat SC „Rybin”                    | placówka SC „Kąty Śląskie”               |
| Dyrekcja Ceł „Poznań”                                           | Inspektorat SC „Ostrów”                         | komisariat SC „Rybin”                    | placówka SC „Niwki Książęce”             |
| Dyrekcja Ceł „Poznań”                                           | Inspektorat SC „Ostrów”                         | komisariat SC „Rybin”                    | placówka SC „Rybin”                      |
| Dyrekcja Ceł „Poznań”                                           | Inspektorat SC „Ostrów”                         | komisariat SC „Rybin”                    | placówka SC „Mąkoszyce”                  |
| Dyrekcja Ceł „Poznań”                                           | Inspektorat SC „Ostrów”                         | komisariat SC „Miechów”                  | placówka SC „Pisarzowice”                |
| Dyrekcja Ceł „Poznań”                                           | Inspektorat SC „Ostrów”                         | komisariat SC „Miechów”                  | placówka SC „Słupia”                     |
| Dyrekcja Ceł „Poznań”                                           | Inspektorat SC „Ostrów”                         | komisariat SC „Miechów”                  | placówka SC „Koza Wielka”                |
| Dyrekcja Ceł „Poznań”                                           | Inspektorat SC „Ostrów”                         | komisariat SC „Miechów”                  | placówka SC „Miechów”                    |
| Dyrekcja Ceł „Poznań”                                           | Inspektorat SC „Ostrów”                         | komisariat SC „Miechów”                  | placówka SC „Trębaczów”                  |
| Dyrekcja Ceł „Poznań”                                           | Inspektorat SC „Ostrów”                         | komisariat SC „Rychtal”                  | placówka SC „Drożki”                     |
| Dyrekcja Ceł „Poznań”                                           | Inspektorat SC „Ostrów”                         | komisariat SC „Rychtal”                  | placówka SC „Darnowiec”                  |
| Dyrekcja Ceł „Poznań”                                           | Inspektorat SC „Ostrów”                         | komisariat SC „Rychtal”                  | placówka SC „Rychtal”                    |
| Dyrekcja Ceł „Poznań”                                           | Inspektorat SC „Ostrów”                         | komisariat SC „Rychtal”                  | placówka SC „Skoroszów”                  |
| Dyrekcja Ceł „Poznań”                                           | Inspektorat SC „Ostrów”                         | komisariat SC „Rychtal”                  | placówka SC „Proszów”                    |
| Dyrekcja Ceł „Poznań”                                           | Inspektorat SC „Ostrów”                         | komisariat SC „Rychtal”                  | placówka SC „Stogniewice”                |
| Dyrekcja Ceł „Poznań”                                           | Inspektorat SC „Ostrów”                         | komisariat SC „Pomiany”                  | placówka SC „Buczek Wielki”              |
| Dyrekcja Ceł „Poznań”                                           | Inspektorat SC „Ostrów”                         | komisariat SC „Pomiany”                  | placówka SC „Aniołka I”                  |
| Dyrekcja Ceł „Poznań”                                           | Inspektorat SC „Ostrów”                         | komisariat SC „Pomiany”                  | placówka SC „Wodziczna”                  |
| Dyrekcja Ceł „Poznań”                                           | Inspektorat SC „Ostrów”                         | komisariat SC „Pomiany”                  | placówka SC „Ignacówka III”              |
| Dyrekcja Ceł „Poznań”                                           | Inspektorat SC „Ostrów”                         | komisariat SC „Pomiany”                  | placówka SC „Janówka”                    |
| Dyrekcja Ceł „Poznań”                                           | Inspektorat SC „Ostrów”                         | komisariat SC „Pomiany”                  | placówka SC „Siemianice”                 |
| Dyrekcja Ceł „Warszawa”                                         | Inspektorat SC „Praszka”                        | komisariat SC „Gola”                     | placówka SC „Bolesławiec”                |
| Dyrekcja Ceł „Warszawa”                                         | Inspektorat SC „Praszka”                        | komisariat SC „Gola”                     | placówka SC „Chróścin”                   |
| Dyrekcja Ceł „Warszawa”                                         | Inspektorat SC „Praszka”                        | komisariat SC „Gola”                     | placówka SC „Gola”                       |
| Dyrekcja Ceł „Warszawa”                                         | Inspektorat SC „Praszka”                        | komisariat SC „Gola”                     | placówka SC „Papiernia”                  |
| Dyrekcja Ceł „Warszawa”                                         | Inspektorat SC „Praszka”                        | komisariat SC „Gola”                     | placówka SC „Krupka”                     |
| Dyrekcja Ceł „Warszawa”                                         | Inspektorat SC „Praszka”                        | komisariat SC „Gola”                     | placówka SC „Mała Bezula”                |
| Dyrekcja Ceł „Warszawa”                                         | Inspektorat SC „Praszka”                        | komisariat SC „Gola”                     | placówka SC „Toplin”                     |
| Dyrekcja Ceł „Warszawa”                                         | Inspektorat SC „Praszka”                        | komisariat SC „Praszka”                  | placówka SC „Skomlin”                    |
| Dyrekcja Ceł „Warszawa”                                         | Inspektorat SC „Praszka”                        | komisariat SC „Praszka”                  | placówka SC „Ożarów”                     |
| Dyrekcja Ceł „Warszawa”                                         | Inspektorat SC „Praszka”                        | komisariat SC „Praszka”                  | placówka SC „Grześlaki”                  |
| Dyrekcja Ceł „Warszawa”                                         | Inspektorat SC „Praszka”                        | komisariat SC „Praszka”                  | placówka SC „Kik”                        |
| Dyrekcja Ceł „Warszawa”                                         | Inspektorat SC „Praszka”                        | komisariat SC „Praszka”                  | placówka SC „Przedmoście”                |
| Dyrekcja Ceł „Warszawa”                                         | Inspektorat SC „Praszka”                        | komisariat SC „Praszka”                  | placówka SC „Praszka”                    |
| Dyrekcja Ceł „Warszawa”                                         | Inspektorat SC „Praszka”                        | komisariat SC „Praszka”                  | placówka SC „Szyszkowo”                  |
| Dyrekcja Ceł „Warszawa”                                         | Inspektorat SC „Praszka”                        | komisariat SC „Praszka”                  | oddział konny SC „Praszka”               |
| Dyrekcja Ceł „Warszawa”                                         | Inspektorat SC „Praszka”                        | komisariat SC „Jelonki”                  | placówka SC „Wygiełdów”                  |
| Dyrekcja Ceł „Warszawa”                                         | Inspektorat SC „Praszka”                        | komisariat SC „Jelonki”                  | placówka SC „Prosna”                     |
| Dyrekcja Ceł „Warszawa”                                         | Inspektorat SC „Praszka”                        | komisariat SC „Jelonki”                  | placówka SC „Jelonki”                    |
| Dyrekcja Ceł „Warszawa”                                         | Inspektorat SC „Praszka”                        | komisariat SC „Jelonki”                  | placówka SC „Pieńki”                     |
| Dyrekcja Ceł „Warszawa”                                         | Inspektorat SC „Praszka”                        | komisariat SC „Jelonki”                  | placówka SC „Bobrowa”                    |
| Dyrekcja Ceł „Warszawa”                                         | Inspektorat SC „Praszka”                        | komisariat SC „Jelonki”                  | placówka SC „Rudniki”                    |
| Dyrekcja Ceł „Warszawa”                                         | Inspektorat SC „Praszka”                        | komisariat SC „Podłęże Szlacheckie”      | placówka SC „Krzepice”                   |
| Dyrekcja Ceł „Warszawa”                                         | Inspektorat SC „Praszka”                        | komisariat SC „Podłęże Szlacheckie”      | placówka SC „Starokrzepice”              |
| Dyrekcja Ceł „Warszawa”                                         | Inspektorat SC „Praszka”                        | komisariat SC „Podłęże Szlacheckie”      | placówka SC „Podłęże Królewskie”         |
| Dyrekcja Ceł „Warszawa”                                         | Inspektorat SC „Praszka”                        | komisariat SC „Podłęże Szlacheckie”      | placówka SC „Podłęże Szlacheckie”        |
| Dyrekcja Ceł „Warszawa”                                         | Inspektorat SC „Praszka”                        | komisariat SC „Podłęże Szlacheckie”      | placówka SC „Kuźnica Nowa”               |
| Dyrekcja Ceł „Warszawa”                                         | Inspektorat SC „Praszka”                        | komisariat SC „Podłęże Szlacheckie”      | placówka SC „Stany”                      |
| Dyrekcja Ceł „Warszawa”                                         | Inspektorat SC „Praszka”                        | komisariat SC „Kamińsko”                 | placówka SC „Kłobucko”                   |
| Dyrekcja Ceł „Warszawa”                                         | Inspektorat SC „Praszka”                        | komisariat SC „Kamińsko”                 | placówka SC „Truskolasy”                 |
| Dyrekcja Ceł „Warszawa”                                         | Inspektorat SC „Praszka”                        | komisariat SC „Kamińsko”                 | placówka SC „Węglowice”                  |
| Dyrekcja Ceł „Warszawa”                                         | Inspektorat SC „Praszka”                        | komisariat SC „Kamińsko”                 | placówka SC „Radły”                      |
| Dyrekcja Ceł „Warszawa”                                         | Inspektorat SC „Praszka”                        | komisariat SC „Kamińsko”                 | placówka SC „Ługi”                       |
| Dyrekcja Ceł „Warszawa”                                         | Inspektorat SC „Praszka”                        | komisariat SC „Kamińsko”                 | placówka SC „Kluczno”                    |
| Dyrekcja Ceł „Warszawa”                                         | Inspektorat SC „Praszka”                        | komisariat SC „Kamińsko”                 | placówka SC „Kamińsko”                   |
| Dyrekcja Ceł „Warszawa”                                         | Inspektorat SC „Praszka”                        | komisariat SC „Kamińsko”                 | placówka SC „Łebki”                      |
| Dyrekcja Ceł „Warszawa”                                         | Inspektorat SC „Praszka”                        | komisariat SC „Kamińsko”                 | oddział konny SC „Kamińsko”              |
| Dyrekcja Ceł „Mysłowice”                                        | Inspektorat SC „Tarnowskie Góry”                | komisariat SC „Lubliniec”                | placówka przy UC „Brynnek”               |
| Dyrekcja Ceł „Mysłowice”                                        | Inspektorat SC „Tarnowskie Góry”                | komisariat SC „Lubliniec”                | oddział konny SC „Lisów”                 |
| Dyrekcja Ceł „Mysłowice”                                        | Inspektorat SC „Tarnowskie Góry”                | komisariat SC „Lubliniec”                | placówka SC „Herby”                      |
| Dyrekcja Ceł „Mysłowice”                                        | Inspektorat SC „Tarnowskie Góry”                | komisariat SC „Lubliniec”                | placówka SC „Kochcice”                   |
| Dyrekcja Ceł „Mysłowice”                                        | Inspektorat SC „Tarnowskie Góry”                | komisariat SC „Lubliniec”                | placówka SC „Ostrów”                     |
| Dyrekcja Ceł „Mysłowice”                                        | Inspektorat SC „Tarnowskie Góry”                | komisariat SC „Lubliniec”                | placówka SC „Braszczok”                  |
| Dyrekcja Ceł „Mysłowice”                                        | Inspektorat SC „Tarnowskie Góry”                | komisariat SC „Lubliniec”                | placówka SC „Pawełki”                    |
| Dyrekcja Ceł „Mysłowice”                                        | Inspektorat SC „Tarnowskie Góry”                | komisariat SC „Lubliniec”                | placówka SC „Glinica”                    |
| Dyrekcja Ceł „Mysłowice”                                        | Inspektorat SC „Tarnowskie Góry”                | komisariat SC „Lubliniec”                | placówka SC „Wielkie Łagiewniki”         |
| Dyrekcja Ceł „Mysłowice”                                        | Inspektorat SC „Tarnowskie Góry”                | komisariat SC „Lubliniec”                | placówka SC „Pawonków”                   |
| Dyrekcja Ceł „Mysłowice”                                        | Inspektorat SC „Tarnowskie Góry”                | komisariat SC „Lubliniec Południe”       | placówka SC „Lubliniec Południe”         |
| Dyrekcja Ceł „Mysłowice”                                        | Inspektorat SC „Tarnowskie Góry”                | komisariat SC „Lubliniec Południe”       | placówka SC „Kośmidry”                   |
| Dyrekcja Ceł „Mysłowice”                                        | Inspektorat SC „Tarnowskie Góry”                | komisariat SC „Lubliniec Południe”       | placówka SC „Solarnia”                   |
| Dyrekcja Ceł „Mysłowice”                                        | Inspektorat SC „Tarnowskie Góry”                | komisariat SC „Lubliniec Południe”       | placówka SC „Podgroblane”                |
| Dyrekcja Ceł „Mysłowice”                                        | Inspektorat SC „Tarnowskie Góry”                | komisariat SC „Lubliniec Południe”       | placówka SC „Pusta Kuźnica”              |
| Dyrekcja Ceł „Mysłowice”                                        | Inspektorat SC „Tarnowskie Góry”                | komisariat SC „Kalety”                   | placówka SC „Kalety”                     |
| Dyrekcja Ceł „Mysłowice”                                        | Inspektorat SC „Tarnowskie Góry”                | komisariat SC „Kalety”                   | placówka SC „Krywałd”                    |
| Dyrekcja Ceł „Mysłowice”                                        | Inspektorat SC „Tarnowskie Góry”                | komisariat SC „Kalety”                   | placówka SC „Brusiek”                    |
| Dyrekcja Ceł „Mysłowice”                                        | Inspektorat SC „Tarnowskie Góry”                | komisariat SC „Kalety”                   | placówka SC „Mikołeska”                  |
| Dyrekcja Ceł „Mysłowice”                                        | Inspektorat SC „Tarnowskie Góry”                | komisariat SC „Kalety”                   | placówka SC „Boruszowice”                |
| Dyrekcja Ceł „Mysłowice”                                        | Inspektorat SC „Tarnowskie Góry”                | komisariat SC „Kalety”                   | placówka SC „Piaseczna”                  |
| Dyrekcja Ceł „Mysłowice”                                        | Inspektorat SC „Tarnowskie Góry”                | komisariat SC „Kalety”                   | placówka SC „Jędrysek”                   |
| Dyrekcja Ceł „Mysłowice”                                        | Inspektorat SC „Tarnowskie Góry”                | komisariat SC „Tarnowskie Góry”          | placówka przy UC „Radzionków”            |
| Dyrekcja Ceł „Mysłowice”                                        | Inspektorat SC „Tarnowskie Góry”                | komisariat SC „Tarnowskie Góry”          | placówka SC „Karf”                       |
| Dyrekcja Ceł „Mysłowice”                                        | Inspektorat SC „Tarnowskie Góry”                | komisariat SC „Tarnowskie Góry”          | placówka przy UC „Beuthen”               |
| Dyrekcja Ceł „Mysłowice”                                        | Inspektorat SC „Tarnowskie Góry”                | komisariat SC „Tarnowskie Góry”          | placówka przy UC „Dworzec”               |
| Dyrekcja Ceł „Mysłowice”                                        | Inspektorat SC „Tarnowskie Góry”                | komisariat SC „Tarnowskie Góry”          | placówka SC „Tarnowskie Góry”            |
| Dyrekcja Ceł „Mysłowice”                                        | Inspektorat SC „Tarnowskie Góry”                | komisariat SC „Tarnowskie Góry”          | placówka SC „Rybna”                      |
| Dyrekcja Ceł „Mysłowice”                                        | Inspektorat SC „Tarnowskie Góry”                | komisariat SC „Tarnowskie Góry”          | placówka SC „Stare Tarnowice”            |
| Dyrekcja Ceł „Mysłowice”                                        | Inspektorat SC „Tarnowskie Góry”                | komisariat SC „Tarnowskie Góry”          | placówka SC „Nowe Repty”                 |
| Dyrekcja Ceł „Mysłowice”                                        | Inspektorat SC „Tarnowskie Góry”                | komisariat SC „Tarnowskie Góry”          | placówka SC „Sucha Góra”                 |
| Dyrekcja Ceł „Mysłowice”                                        | Inspektorat SC „Tarnowskie Góry”                | komisariat SC „Tarnowskie Góry”          | placówka SC „Buchacz”                    |
| Dyrekcja Ceł „Mysłowice”                                        | Inspektorat SC „Tarnowskie Góry”                | komisariat SC „Tarnowskie Góry”          | placówka SC „Szarlej”                    |
| Dyrekcja Ceł „Mysłowice”                                        | Inspektorat SC „Tarnowskie Góry”                | komisariat SC „Orzegów”                  | placówka SC „Rudzka Kuźnica”             |
| Dyrekcja Ceł „Mysłowice”                                        | Inspektorat SC „Tarnowskie Góry”                | komisariat SC „Orzegów”                  | placówka SC „Szczęść Boże”               |
| Dyrekcja Ceł „Mysłowice”                                        | Inspektorat SC „Tarnowskie Góry”                | komisariat SC „Orzegów”                  | placówka SC „Orzegów”                    |
| Dyrekcja Ceł „Mysłowice”                                        | Inspektorat SC „Tarnowskie Góry”                | komisariat SC „Orzegów”                  | placówka SC „Ruda”                       |
| Dyrekcja Ceł „Mysłowice”                                        | Inspektorat SC „Tarnowskie Góry”                | komisariat SC „Orzegów”                  | placówka SC „Zabrze”                     |
| Dyrekcja Ceł „Mysłowice”                                        | Inspektorat SC „Tarnowskie Góry”                | komisariat SC „Orzegów”                  | placówka SC „Chebzie”                    |
| Dyrekcja Ceł „Mysłowice”                                        | Inspektorat SC „Tarnowskie Góry”                | komisariat SC „Królewska Huta”           | placówka przy UC „Mysłowice”             |
| Dyrekcja Ceł „Mysłowice”                                        | Inspektorat SC „Tarnowskie Góry”                | komisariat SC „Królewska Huta”           | placówka SC „Nowy Bytom”                 |
| Dyrekcja Ceł „Mysłowice”                                        | Inspektorat SC „Tarnowskie Góry”                | komisariat SC „Królewska Huta”           | placówka SC „Katowice”                   |
| Dyrekcja Ceł „Mysłowice”                                        | Inspektorat SC „Tarnowskie Góry”                | komisariat SC „Królewska Huta”           | placówka SC „Beuthen”                    |
| Dyrekcja Ceł „Mysłowice”                                        | Inspektorat SC „Tarnowskie Góry”                | komisariat SC „Królewska Huta”           | placówka SC „Chorzów”                    |
| Dyrekcja Ceł „Mysłowice”                                        | Inspektorat SC „Tarnowskie Góry”                | komisariat SC „Królewska Huta”           | placówka SC „Królewska Huta”             |
| Dyrekcja Ceł „Mysłowice”                                        | Inspektorat SC „Tarnowskie Góry”                | komisariat SC „Królewska Huta”           | placówka SC „Biały Szarlej”              |
| Dyrekcja Ceł „Mysłowice”                                        | Inspektorat SC „Tarnowskie Góry”                | komisariat SC „Królewska Huta”           | placówka SC „Maciejkowice”               |
| Dyrekcja Ceł „Mysłowice”                                        | Inspektorat SC „Tarnowskie Góry”                | komisariat SC „Królewska Huta”           | placówka SC „Łagiewniki”                 |
| Dyrekcja Ceł „Mysłowice”                                        | Inspektorat SC „Tarnowskie Góry”                | komisariat SC „Królewska Huta”           | placówka SC „Chropaczów”                 |
| Dyrekcja Ceł „Mysłowice”                                        | Inspektorat SC „Rybnik”                         | komisariat SC „Bielszowice”              | placówka SC „Karol Emanuel”              |
| Dyrekcja Ceł „Mysłowice”                                        | Inspektorat SC „Rybnik”                         | komisariat SC „Bielszowice”              | placówka SC „Pawłów”                     |
| Dyrekcja Ceł „Mysłowice”                                        | Inspektorat SC „Rybnik”                         | komisariat SC „Bielszowice”              | placówka SC „Kończyce”                   |
| Dyrekcja Ceł „Mysłowice”                                        | Inspektorat SC „Rybnik”                         | komisariat SC „Bielszowice”              | placówka SC „Makoszowy”                  |
| Dyrekcja Ceł „Mysłowice”                                        | Inspektorat SC „Rybnik”                         | komisariat SC „Knurów”                   | placówka SC „Przyszowice”                |
| Dyrekcja Ceł „Mysłowice”                                        | Inspektorat SC „Rybnik”                         | komisariat SC „Knurów”                   | placówka SC „Knurów”                     |
| Dyrekcja Ceł „Mysłowice”                                        | Inspektorat SC „Rybnik”                         | komisariat SC „Knurów”                   | placówka SC „Krywałd”                    |
| Dyrekcja Ceł „Mysłowice”                                        | Inspektorat SC „Rybnik”                         | komisariat SC „Knurów”                   | placówka SC „Wilcza Dolna”               |
| Dyrekcja Ceł „Mysłowice”                                        | Inspektorat SC „Rybnik”                         | komisariat SC „Rybnik”                   | placówka SC „Ochojec”                    |
| Dyrekcja Ceł „Mysłowice”                                        | Inspektorat SC „Rybnik”                         | komisariat SC „Rybnik”                   | placówka SC „Golejów”                    |
| Dyrekcja Ceł „Mysłowice”                                        | Inspektorat SC „Rybnik”                         | komisariat SC „Rybnik”                   | placówka SC „Chwałęcice”                 |
| Dyrekcja Ceł „Mysłowice”                                        | Inspektorat SC „Rybnik”                         | komisariat SC „Rybnik”                   | placówka SC „Zwonowice”                  |
| Dyrekcja Ceł „Mysłowice”                                        | Inspektorat SC „Rybnik”                         | komisariat SC „Łyski”                    | placówka SC „Sumina”                     |
| Dyrekcja Ceł „Mysłowice”                                        | Inspektorat SC „Rybnik”                         | komisariat SC „Łyski”                    | placówka SC „Bogunice”                   |
| Dyrekcja Ceł „Mysłowice”                                        | Inspektorat SC „Rybnik”                         | komisariat SC „Łyski”                    | placówka SC „Adamowice”                  |
| Dyrekcja Ceł „Mysłowice”                                        | Inspektorat SC „Rybnik”                         | komisariat SC „Łyski”                    | placówka SC „Raszczyce”                  |
| Dyrekcja Ceł „Mysłowice”                                        | Inspektorat SC „Rybnik”                         | komisariat SC „Łyski”                    | placówka SC „Żytna”                      |
| Dyrekcja Ceł „Mysłowice”                                        | Inspektorat SC „Rybnik”                         | komisariat SC „Lubomia”                  | placówka SC „Kobyla”                     |
| Dyrekcja Ceł „Mysłowice”                                        | Inspektorat SC „Rybnik”                         | komisariat SC „Lubomia”                  | placówka SC „Lukasyn”                    |
| Dyrekcja Ceł „Mysłowice”                                        | Inspektorat SC „Rybnik”                         | komisariat SC „Lubomia”                  | placówka SC „Nieboczowy”                 |
| Dyrekcja Ceł „Mysłowice”                                        | Inspektorat SC „Rybnik”                         | komisariat SC „Lubomia”                  | placówka SC „Buków”                      |
| Dyrekcja Ceł „Mysłowice”                                        | Inspektorat SC „Rybnik”                         | komisariat SC „Lubomia”                  | placówka SC „Odra”                       |
| Dyrekcja Ceł „Mysłowice”                                        | Inspektorat SC „Rybnik”                         | komisariat SC „Gorzyce”                  | placówka SC „Olza”                       |
| Dyrekcja Ceł „Mysłowice”                                        | Inspektorat SC „Rybnik”                         | komisariat SC „Gorzyce”                  | placówka SC „Gorzyce”                    |
| Dyrekcja Ceł „Mysłowice”                                        | Inspektorat SC „Rybnik”                         | komisariat SC „Gorzyce”                  | placówka SC „Gorzyczki”                  |
| Dyrekcja Ceł „Mysłowice”                                        | Inspektorat SC „Rybnik”                         | komisariat SC „Gorzyce”                  | placówka SC „Łaziska”                    |
| Dyrekcja Ceł „Mysłowice”                                        | Inspektorat SC „Rybnik”                         | komisariat SC „Moszczenica”              | placówka SC „Godów”                      |
| Dyrekcja Ceł „Mysłowice”                                        | Inspektorat SC „Rybnik”                         | komisariat SC „Moszczenica”              | placówka SC „Gołkowice”                  |
| Dyrekcja Ceł „Mysłowice”                                        | Inspektorat SC „Rybnik”                         | komisariat SC „Moszczenica”              | placówka SC „Skrbeńsko”                  |
| Dyrekcja Ceł „Mysłowice”                                        | Inspektorat SC „Rybnik”                         | komisariat SC „Moszczenica”              | placówka SC „Moszczenica”                |
| Dyrekcja Ceł „Mysłowice”                                        | Inspektorat SC „Rybnik”                         | komisariat SC „Moszczenica”              | placówka SC „Ruptawa”                    |
| Dyrekcja Ceł „Mysłowice”                                        | Inspektorat SC „Cieszyn”                        | komisariat SC „Zebrzydowice”             | placówka SC „Zebrzydowice”               |
| Dyrekcja Ceł „Mysłowice”                                        | Inspektorat SC „Cieszyn”                        | komisariat SC „Zebrzydowice”             | placówka SC „Kaczyce Dolne”              |
| Dyrekcja Ceł „Mysłowice”                                        | Inspektorat SC „Cieszyn”                        | komisariat SC „Zebrzydowice”             | placówka przy UC „Zebrzydowice”          |
| Dyrekcja Ceł „Mysłowice”                                        | Inspektorat SC „Cieszyn”                        | komisariat SC „Zebrzydowice”             | placówka przy UC „Dziedzice”             |
| Dyrekcja Ceł „Mysłowice”                                        | Inspektorat SC „Cieszyn”                        | komisariat SC „Zebrzydowice”             | placówka SC „Marklowice”                 |
| Dyrekcja Ceł „Mysłowice”                                        | Inspektorat SC „Cieszyn”                        | komisariat SC „Zebrzydowice”             | placówka SC „Kaczyce Górne”              |
| Dyrekcja Ceł „Mysłowice”                                        | Inspektorat SC „Cieszyn”                        | komisariat SC „Zebrzydowice”             | placówka SC „Pogwizdów”                  |
| Dyrekcja Ceł „Mysłowice”                                        | Inspektorat SC „Cieszyn”                        | komisariat SC „Cieszyn”                  | placówka SC „Boguszowice”                |
| Dyrekcja Ceł „Mysłowice”                                        | Inspektorat SC „Cieszyn”                        | komisariat SC „Cieszyn”                  | placówka SC „Cieszyn”                    |
| Dyrekcja Ceł „Mysłowice”                                        | Inspektorat SC „Cieszyn”                        | komisariat SC „Cieszyn”                  | placówka SC „Puńców I”                   |
| Dyrekcja Ceł „Mysłowice”                                        | Inspektorat SC „Cieszyn”                        | komisariat SC „Cieszyn”                  | placówka SC „Puńców II”                  |
| Dyrekcja Ceł „Mysłowice”                                        | Inspektorat SC „Cieszyn”                        | komisariat SC „Cieszyn”                  | placówka SC „Dzięgielów”                 |
| Dyrekcja Ceł „Mysłowice”                                        | Inspektorat SC „Cieszyn”                        | komisariat SC „Ustroń”                   | placówka SC „Leszna Górna”               |
| Dyrekcja Ceł „Mysłowice”                                        | Inspektorat SC „Cieszyn”                        | komisariat SC „Ustroń”                   | placówka SC „Czantoria”                  |
| Dyrekcja Ceł „Mysłowice”                                        | Inspektorat SC „Cieszyn”                        | komisariat SC „Ustroń”                   | placówka SC „Jawornik II”                |
| Dyrekcja Ceł „Mysłowice”                                        | Inspektorat SC „Cieszyn”                        | komisariat SC „Ustroń”                   | placówka SC „Jawornik I”                 |
| Dyrekcja Ceł „Mysłowice”                                        | Inspektorat SC „Cieszyn”                        | komisariat SC „Ustroń”                   | placówka SC „Stożek”                     |
| Dyrekcja Ceł „Mysłowice”                                        | Inspektorat SC „Cieszyn”                        | komisariat SC „Istebna”                  | placówka SC „Istebna”                    |
| Dyrekcja Ceł „Mysłowice”                                        | Inspektorat SC „Cieszyn”                        | komisariat SC „Istebna”                  | placówka SC „Jaworzynka”                 |
| Dyrekcja Ceł „Mysłowice”                                        | Inspektorat SC „Cieszyn”                        | komisariat SC „Istebna”                  | placówka SC „Maciejka”                   |
| Dyrekcja Ceł „Mysłowice”                                        | Inspektorat SC „Cieszyn”                        | komisariat SC „Istebna”                  | placówka SC „Bobczanka”                  |
| Dyrekcja Ceł „Lwów”                                             | Inspektorat SC „Żywiec”                         | komisariat SC „Rycerka”                  | placówka SC „Zwardoń Myto”               |
| Dyrekcja Ceł „Lwów”                                             | Inspektorat SC „Żywiec”                         | komisariat SC „Rycerka”                  | placówka SC „Zwardoń Stacja”             |
| Dyrekcja Ceł „Lwów”                                             | Inspektorat SC „Żywiec”                         | komisariat SC „Rycerka”                  | placówka SC „Skalania”?                  |
| Dyrekcja Ceł „Lwów”                                             | Inspektorat SC „Żywiec”                         | komisariat SC „Rycerka”                  | placówka SC „Ożenna”                     |
| Dyrekcja Ceł „Lwów”                                             | Inspektorat SC „Żywiec”                         | komisariat SC „Rycerka”                  | placówka SC „Magura”                     |
| Dyrekcja Ceł „Lwów”                                             | Inspektorat SC „Żywiec”                         | komisariat SC „Rycerka”                  | placówka SC „Racza”                      |
| Dyrekcja Ceł „Lwów”                                             | Inspektorat SC „Żywiec”                         | komisariat SC „Rycerka”                  | placówka SC „Przegibek”                  |
| Dyrekcja Ceł „Lwów”                                             | Inspektorat SC „Żywiec”                         | komisariat SC „Ujsoły”                   | placówka SC „Ujsoły”                     |
| Dyrekcja Ceł „Lwów”                                             | Inspektorat SC „Żywiec”                         | komisariat SC „Ujsoły”                   | placówka SC „Morgi”                      |
| Dyrekcja Ceł „Lwów”                                             | Inspektorat SC „Żywiec”                         | komisariat SC „Ujsoły”                   | placówka SC „Klin”                       |
| Dyrekcja Ceł „Lwów”                                             | Inspektorat SC „Żywiec”                         | komisariat SC „Ujsoły”                   | placówka SC „Glinka”                     |
| Dyrekcja Ceł „Lwów”                                             | Inspektorat SC „Żywiec”                         | komisariat SC „Ujsoły”                   | placówka SC „Straceniec”                 |
| Dyrekcja Ceł „Lwów”                                             | Inspektorat SC „Żywiec”                         | komisariat SC „Ujsoły”                   | placówka SC „Złatna”                     |
| Dyrekcja Ceł „Lwów”                                             | Inspektorat SC „Żywiec”                         | komisariat SC „Korbielów”                | placówka SC „Sopotnia Wielka”            |
| Dyrekcja Ceł „Lwów”                                             | Inspektorat SC „Żywiec”                         | komisariat SC „Korbielów”                | placówka SC „Kamienna”                   |
| Dyrekcja Ceł „Lwów”                                             | Inspektorat SC „Żywiec”                         | komisariat SC „Korbielów”                | placówka SC „Krzyżówki”                  |
| Dyrekcja Ceł „Lwów”                                             | Inspektorat SC „Żywiec”                         | komisariat SC „Korbielów”                | placówka SC „Głuchaczki”                 |
| Dyrekcja Ceł „Lwów”                                             | Inspektorat SC „Żywiec”                         | komisariat SC „Lipnica Wielka”           | placówka SC „Zawoja”                     |
| Dyrekcja Ceł „Lwów”                                             | Inspektorat SC „Żywiec”                         | komisariat SC „Lipnica Wielka”           | placówka SC „Babia Góra”                 |
| Dyrekcja Ceł „Lwów”                                             | Inspektorat SC „Żywiec”                         | komisariat SC „Lipnica Wielka”           | placówka SC „Lipnica Wielka”             |
| Dyrekcja Ceł „Lwów”                                             | Inspektorat SC „Żywiec”                         | komisariat SC „Lipnica Wielka”           | placówka SC „Krzywoń”                    |
| Dyrekcja Ceł „Lwów”                                             | Inspektorat SC „Żywiec”                         | komisariat SC „Lipnica Wielka”           | placówka SC „Przywarówka”                |
| Dyrekcja Ceł „Lwów”                                             | Inspektorat SC „Żywiec”                         | komisariat SC „Lipnica Wielka”           | placówka SC „Lipnica Dolna”              |
| Dyrekcja Ceł „Lwów”                                             | Inspektorat SC „Żywiec”                         | komisariat SC „Chyżne”                   | placówka SC „Bory”                       |
| Dyrekcja Ceł „Lwów”                                             | Inspektorat SC „Żywiec”                         | komisariat SC „Chyżne”                   | placówka SC „Szałas”                     |
| Dyrekcja Ceł „Lwów”                                             | Inspektorat SC „Żywiec”                         | komisariat SC „Chyżne”                   | placówka SC „Chyżne”                     |
| Dyrekcja Ceł „Lwów”                                             | Inspektorat SC „Żywiec”                         | komisariat SC „Chyżne”                   | placówka SC „Chyżne-most”                |
| Dyrekcja Ceł „Lwów”                                             | Inspektorat SC „Żywiec”                         | komisariat SC „Chyżne”                   | placówka SC „Chomry”                     |
| Dyrekcja Ceł „Lwów”                                             | Inspektorat SC „Żywiec”                         | komisariat SC „Witów”                    | placówka SC „Podczerwone”                |
| Dyrekcja Ceł „Lwów”                                             | Inspektorat SC „Żywiec”                         | komisariat SC „Witów”                    | placówka SC „Chochołów”                  |
| Dyrekcja Ceł „Lwów”                                             | Inspektorat SC „Żywiec”                         | komisariat SC „Witów”                    | placówka SC „Witów II”                   |
| Dyrekcja Ceł „Lwów”                                             | Inspektorat SC „Żywiec”                         | komisariat SC „Witów”                    | placówka SC „Witów I”                    |
| Dyrekcja Ceł „Lwów”                                             | Inspektorat SC „Żywiec”                         | komisariat SC „Witów”                    | placówka SC „Siwa Polana”                |
| Dyrekcja Ceł „Lwów”                                             | Inspektorat SC „Żywiec”                         | komisariat SC „Witów”                    | placówka SC „Dolina Kościeliska”         |
| Dyrekcja Ceł „Lwów”                                             | Inspektorat SC „Sącz”                           | komisariat SC „Zakopane”                 | placówka SC „Kuźnice”                    |
| Dyrekcja Ceł „Lwów”                                             | Inspektorat SC „Sącz”                           | komisariat SC „Zakopane”                 | placówka SC „Łysa Polana”                |
| Dyrekcja Ceł „Lwów”                                             | Inspektorat SC „Sącz”                           | komisariat SC „Zakopane”                 | placówka SC „Brzegi”                     |
| Dyrekcja Ceł „Lwów”                                             | Inspektorat SC „Sącz”                           | komisariat SC „Zakopane”                 | placówka SC „Jurgów”                     |
| Dyrekcja Ceł „Lwów”                                             | Inspektorat SC „Sącz”                           | komisariat SC „Zakopane”                 | placówka SC „Rzepiska”                   |
| Dyrekcja Ceł „Lwów”                                             | Inspektorat SC „Sącz”                           | komisariat SC „Niedzica”                 | placówka SC „Łapszanka”                  |
| Dyrekcja Ceł „Lwów”                                             | Inspektorat SC „Sącz”                           | komisariat SC „Niedzica”                 | placówka SC „Kacwin II”                  |
| Dyrekcja Ceł „Lwów”                                             | Inspektorat SC „Sącz”                           | komisariat SC „Niedzica”                 | placówka SC „Kacwin I”                   |
| Dyrekcja Ceł „Lwów”                                             | Inspektorat SC „Sącz”                           | komisariat SC „Niedzica”                 | placówka SC „Niedzica II”                |
| Dyrekcja Ceł „Lwów”                                             | Inspektorat SC „Sącz”                           | komisariat SC „Niedzica”                 | placówka SC „Niedzica I”                 |
| Dyrekcja Ceł „Lwów”                                             | Inspektorat SC „Sącz”                           | komisariat SC „Niedzica”                 | placówka SC „Sromowce Wyżne”             |
| Dyrekcja Ceł „Lwów”                                             | Inspektorat SC „Sącz”                           | komisariat SC „Szczawnica”               | placówka SC „Sromowce Średnie”           |
| Dyrekcja Ceł „Lwów”                                             | Inspektorat SC „Sącz”                           | komisariat SC „Szczawnica”               | placówka SC „Sromowce Wyżne”             |
| Dyrekcja Ceł „Lwów”                                             | Inspektorat SC „Sącz”                           | komisariat SC „Szczawnica”               | placówka SC „Pieniny”                    |
| Dyrekcja Ceł „Lwów”                                             | Inspektorat SC „Sącz”                           | komisariat SC „Szczawnica”               | placówka SC „Szczawnica”                 |
| Dyrekcja Ceł „Lwów”                                             | Inspektorat SC „Sącz”                           | komisariat SC „Szczawnica”               | placówka SC „Szlachtowa”                 |
| Dyrekcja Ceł „Lwów”                                             | Inspektorat SC „Sącz”                           | komisariat SC „Szczawnica”               | placówka SC „Jaworki”                    |
| Dyrekcja Ceł „Lwów”                                             | Inspektorat SC „Sącz”                           | komisariat SC „Szczawnica”               | placówka SC „Biała Woda”                 |
| Dyrekcja Ceł „Lwów”                                             | Inspektorat SC „Sącz”                           | komisariat SC „Piwniczna”                | placówka SC „Obidza”                     |
| Dyrekcja Ceł „Lwów”                                             | Inspektorat SC „Sącz”                           | komisariat SC „Piwniczna”                | placówka SC „Zarzecze”                   |
| Dyrekcja Ceł „Lwów”                                             | Inspektorat SC „Sącz”                           | komisariat SC „Piwniczna”                | placówka SC „Czercz”                     |
| Dyrekcja Ceł „Lwów”                                             | Inspektorat SC „Sącz”                           | komisariat SC „Piwniczna”                | placówka SC „Podolik”                    |
| Dyrekcja Ceł „Lwów”                                             | Inspektorat SC „Sącz”                           | komisariat SC „Piwniczna”                | placówka SC „Majerz”                     |
| Dyrekcja Ceł „Lwów”                                             | Inspektorat SC „Sącz”                           | komisariat SC „Piwniczna”                | placówka SC „Wierchomla”                 |
| Dyrekcja Ceł „Lwów”                                             | Inspektorat SC „Sącz”                           | komisariat SC „Muszyna”                  | placówka SC „Zubrzyk”                    |
| Dyrekcja Ceł „Lwów”                                             | Inspektorat SC „Sącz”                           | komisariat SC „Muszyna”                  | placówka SC „Żegiestów”                  |
| Dyrekcja Ceł „Lwów”                                             | Inspektorat SC „Sącz”                           | komisariat SC „Muszyna”                  | placówka SC „Andrzejówka”                |
| Dyrekcja Ceł „Lwów”                                             | Inspektorat SC „Sącz”                           | komisariat SC „Muszyna”                  | placówka SC „Muszyna”                    |
| Dyrekcja Ceł „Lwów”                                             | Inspektorat SC „Sącz”                           | komisariat SC „Muszyna”                  | placówka SC „Muszyna Dworzec”            |
| Dyrekcja Ceł „Lwów”                                             | Inspektorat SC „Sącz”                           | komisariat SC „Muszyna”                  | placówka SC „Folwark”                    |
| Dyrekcja Ceł „Lwów”                                             | Inspektorat SC „Sącz”                           | komisariat SC „Muszyna”                  | placówka SC „Leluchów”                   |
| Dyrekcja Ceł „Lwów”                                             | Inspektorat SC „Sącz”                           | komisariat SC „Muszyna”                  | placówka SC „Dubne”                      |
| Dyrekcja Ceł „Lwów”                                             | Inspektorat SC „Sącz”                           | komisariat SC „Tylicz”                   | placówka SC „Wojkowa”                    |
| Dyrekcja Ceł „Lwów”                                             | Inspektorat SC „Sącz”                           | komisariat SC „Tylicz”                   | placówka SC „Muszynka”                   |
| Dyrekcja Ceł „Lwów”                                             | Inspektorat SC „Sącz”                           | komisariat SC „Tylicz”                   | placówka SC „Tylicz”                     |
| Dyrekcja Ceł „Lwów”                                             | Inspektorat SC „Sącz”                           | komisariat SC „Tylicz”                   | placówka SC „Mochnaczka”                 |
| Dyrekcja Ceł „Lwów”                                             | Inspektorat SC „Sącz”                           | komisariat SC „Tylicz”                   | placówka SC „Izby”                       |
| Dyrekcja Ceł „Lwów”                                             | Inspektorat SC „Sącz”                           | komisariat SC „Tylicz”                   | placówka SC „Bieliczna”                  |
| Dyrekcja Ceł „Lwów”                                             | Inspektorat SC „Dukla”                          | komisariat SC „Wysowa”                   | placówka SC „Huta Wysowska”              |
| Dyrekcja Ceł „Lwów”                                             | Inspektorat SC „Dukla”                          | komisariat SC „Wysowa”                   | placówka SC „Wysowa”                     |
| Dyrekcja Ceł „Lwów”                                             | Inspektorat SC „Dukla”                          | komisariat SC „Wysowa”                   | placówka SC „Blechnarka”                 |
| Dyrekcja Ceł „Lwów”                                             | Inspektorat SC „Dukla”                          | komisariat SC „Wysowa”                   | placówka SC „Regetów”                    |
| Dyrekcja Ceł „Lwów”                                             | Inspektorat SC „Dukla”                          | komisariat SC „Wysowa”                   | placówka SC „Zdynia”                     |
| Dyrekcja Ceł „Lwów”                                             | Inspektorat SC „Dukla”                          | komisariat SC „Krempna”                  | placówka SC „Radocyna”                   |
| Dyrekcja Ceł „Lwów”                                             | Inspektorat SC „Dukla”                          | komisariat SC „Krempna”                  | placówka SC „Grab”                       |
| Dyrekcja Ceł „Lwów”                                             | Inspektorat SC „Dukla”                          | komisariat SC „Krempna”                  | placówka SC „Ożenna”                     |
| Dyrekcja Ceł „Lwów”                                             | Inspektorat SC „Dukla”                          | komisariat SC „Krempna”                  | placówka SC „Ciechania”                  |
| Dyrekcja Ceł „Lwów”                                             | Inspektorat SC „Dukla”                          | komisariat SC „Krempna”                  | placówka SC „Huta Polańska”              |
| Dyrekcja Ceł „Lwów”                                             | Inspektorat SC „Dukla”                          | komisariat SC „Krempna”                  | placówka SC „Olchowiec”                  |
| Dyrekcja Ceł „Lwów”                                             | Inspektorat SC „Dukla”                          | komisariat SC „Krempna”                  | placówka SC „Wilsznia”                   |
| Dyrekcja Ceł „Lwów”                                             | Inspektorat SC „Dukla”                          | komisariat SC „Jaśliska”                 | placówka SC „Barwinek”                   |
| Dyrekcja Ceł „Lwów”                                             | Inspektorat SC „Dukla”                          | komisariat SC „Jaśliska”                 | placówka SC „Zyndranowa”                 |
| Dyrekcja Ceł „Lwów”                                             | Inspektorat SC „Dukla”                          | komisariat SC „Jaśliska”                 | placówka SC „Czeremcha”                  |
| Dyrekcja Ceł „Lwów”                                             | Inspektorat SC „Dukla”                          | komisariat SC „Jaśliska”                 | placówka SC „Wola Wyżna”                 |
| Dyrekcja Ceł „Lwów”                                             | Inspektorat SC „Dukla”                          | komisariat SC „Jaśliska”                 | placówka SC „Jasiel”                     |
| Dyrekcja Ceł „Lwów”                                             | Inspektorat SC „Dukla”                          | komisariat SC „Komańcza”                 | placówka SC „Wisłok”                     |
| Dyrekcja Ceł „Lwów”                                             | Inspektorat SC „Dukla”                          | komisariat SC „Komańcza”                 | placówka SC „Czystohorb”                 |
| Dyrekcja Ceł „Lwów”                                             | Inspektorat SC „Dukla”                          | komisariat SC „Komańcza”                 | placówka SC „Dołżyce”                    |
| Dyrekcja Ceł „Lwów”                                             | Inspektorat SC „Dukla”                          | komisariat SC „Komańcza”                 | placówka SC „Radoszyce”                  |
| Dyrekcja Ceł „Lwów”                                             | Inspektorat SC „Dukla”                          | komisariat SC „Komańcza”                 | placówka SC „Osławica”                   |
| Dyrekcja Ceł „Lwów”                                             | Inspektorat SC „Sambor”                         | komisariat SC „Maniów”                   | placówka SC „Łupków”                     |
| Dyrekcja Ceł „Lwów”                                             | Inspektorat SC „Sambor”                         | komisariat SC „Maniów”                   | placówka SC „Zubeńsko”                   |
| Dyrekcja Ceł „Lwów”                                             | Inspektorat SC „Sambor”                         | komisariat SC „Maniów”                   | placówka SC „Wola Michowa”               |
| Dyrekcja Ceł „Lwów”                                             | Inspektorat SC „Sambor”                         | komisariat SC „Maniów”                   | placówka SC „Balnica”                    |
| Dyrekcja Ceł „Lwów”                                             | Inspektorat SC „Sambor”                         | komisariat SC „Maniów”                   | placówka SC „Solinka”                    |
| Dyrekcja Ceł „Lwów”                                             | Inspektorat SC „Sambor”                         | komisariat SC „Maniów”                   | placówka SC „Roztoki”                    |
| Dyrekcja Ceł „Lwów”                                             | Inspektorat SC „Sambor”                         | komisariat SC „Wetlina”                  | placówka SC „Strubowiska”                |
| Dyrekcja Ceł „Lwów”                                             | Inspektorat SC „Sambor”                         | komisariat SC „Wetlina”                  | placówka SC „Beskid”                     |
| Dyrekcja Ceł „Lwów”                                             | Inspektorat SC „Sambor”                         | komisariat SC „Wetlina”                  | placówka SC „Wetlina”                    |
| Dyrekcja Ceł „Lwów”                                             | Inspektorat SC „Sambor”                         | komisariat SC „Wetlina”                  | placówka SC „Berehy Górne”               |
| Dyrekcja Ceł „Lwów”                                             | Inspektorat SC „Sambor”                         | komisariat SC „Wetlina”                  | placówka SC „Ustrzyki Górne”             |
| Dyrekcja Ceł „Lwów”                                             | Inspektorat SC „Sambor”                         | komisariat SC „Wetlina”                  | placówka SC „Wołosate”                   |
| Dyrekcja Ceł „Lwów”                                             | Inspektorat SC „Sambor”                         | komisariat SC „Sianki”                   | placówka SC „Beniowa”                    |
| Dyrekcja Ceł „Lwów”                                             | Inspektorat SC „Sambor”                         | komisariat SC „Sianki”                   | placówka SC „Sianki”                     |
| Dyrekcja Ceł „Lwów”                                             | Inspektorat SC „Sambor”                         | komisariat SC „Sianki”                   | placówka SC „Hnyła”                      |
| Dyrekcja Ceł „Lwów”                                             | Inspektorat SC „Sambor”                         | komisariat SC „Sianki”                   | placówka SC „Libuchora”                  |
| Dyrekcja Ceł „Lwów”                                             | Inspektorat SC „Sambor”                         | komisariat SC „Karlsdorf”                | placówka SC „Husne Wyżne”                |
| Dyrekcja Ceł „Lwów”                                             | Inspektorat SC „Sambor”                         | komisariat SC „Karlsdorf”                | placówka SC „Krywka”                     |
| Dyrekcja Ceł „Lwów”                                             | Inspektorat SC „Sambor”                         | komisariat SC „Karlsdorf”                | placówka SC „Iwaszkowce”                 |
| Dyrekcja Ceł „Lwów”                                             | Inspektorat SC „Sambor”                         | komisariat SC „Karlsdorf”                | placówka SC „Klimiec”                    |
| Dyrekcja Ceł „Lwów”                                             | Inspektorat SC „Sambor”                         | komisariat SC „Karlsdorf”                | placówka SC „Żupanie”                    |
| Dyrekcja Ceł „Lwów”                                             | Inspektorat SC „Dolina”                         | komisariat SC „Ławoczne”                 | placówka przy UC „Ławoczne”              |
| Dyrekcja Ceł „Lwów”                                             | Inspektorat SC „Dolina”                         | komisariat SC „Ławoczne”                 | placówka SC „Wyżłów”                     |
| Dyrekcja Ceł „Lwów”                                             | Inspektorat SC „Dolina”                         | komisariat SC „Ławoczne”                 | placówka SC „Beskid”                     |
| Dyrekcja Ceł „Lwów”                                             | Inspektorat SC „Dolina”                         | komisariat SC „Ławoczne”                 | placówka SC „Chaszczowanie”              |
| Dyrekcja Ceł „Lwów”                                             | Inspektorat SC „Dolina”                         | komisariat SC „Ławoczne”                 | placówka SC „Wołosianka”                 |
| Dyrekcja Ceł „Lwów”                                             | Inspektorat SC „Dolina”                         | komisariat SC „Ławoczne”                 | placówka SC „Jelenkowate”                |
| Dyrekcja Ceł „Lwów”                                             | Inspektorat SC „Dolina”                         | komisariat SC „Ludwikówka”               | placówka SC „Seneczów”                   |
| Dyrekcja Ceł „Lwów”                                             | Inspektorat SC „Dolina”                         | komisariat SC „Ludwikówka”               | placówka SC „Wyszków”                    |
| Dyrekcja Ceł „Lwów”                                             | Inspektorat SC „Dolina”                         | komisariat SC „Ludwikówka”               | placówka SC „Beskid Klauza”              |
| Dyrekcja Ceł „Lwów”                                             | Inspektorat SC „Dolina”                         | komisariat SC „Osmołoda”                 | placówka SC „Sylwester Klauza”           |
| Dyrekcja Ceł „Lwów”                                             | Inspektorat SC „Dolina”                         | komisariat SC „Osmołoda”                 | placówka SC „Króla Polana”               |
| Dyrekcja Ceł „Lwów”                                             | Inspektorat SC „Dolina”                         | komisariat SC „Osmołoda”                 | placówka SC „Brustury”                   |
| Dyrekcja Ceł „Lwów”                                             | Inspektorat SC „Dolina”                         | komisariat SC „Rafajłowa”                | placówka SC „Maksymiec”                  |
| Dyrekcja Ceł „Lwów”                                             | Inspektorat SC „Dolina”                         | komisariat SC „Rafajłowa”                | placówka SC „Rafajłowa”                  |
| Dyrekcja Ceł „Lwów”                                             | Inspektorat SC „Worochta”                       | komisariat SC „Jabłonica”                | placówka SC „Polanica”                   |
| Dyrekcja Ceł „Lwów”                                             | Inspektorat SC „Worochta”                       | komisariat SC „Jabłonica”                | placówka SC „Jabłonica III”              |
| Dyrekcja Ceł „Lwów”                                             | Inspektorat SC „Worochta”                       | komisariat SC „Jabłonica”                | placówka SC „Jabłonica II”               |
| Dyrekcja Ceł „Lwów”                                             | Inspektorat SC „Worochta”                       | komisariat SC „Jabłonica”                | placówka SC „Jabłonica I”                |
| Dyrekcja Ceł „Lwów”                                             | Inspektorat SC „Worochta”                       | komisariat SC „Żabie”                    | placówka SC „Żabie”                      |
| Dyrekcja Ceł „Lwów”                                             | Inspektorat SC „Worochta”                       | komisariat SC „Żabie”                    | placówka SC „Bystrzec”                   |
| Dyrekcja Ceł „Lwów”                                             | Inspektorat SC „Worochta”                       | komisariat SC „Żabie”                    | placówka SC „Dżembronia”                 |
| Dyrekcja Ceł „Lwów”                                             | Inspektorat SC „Worochta”                       | komisariat SC „Szybeny”                  | placówka SC „Zelene”                     |
| Dyrekcja Ceł „Lwów”                                             | Inspektorat SC „Worochta”                       | komisariat SC „Szybeny”                  | placówka SC „Burkut”                     |
| Dyrekcja Ceł „Lwów”                                             | Inspektorat SC „Worochta”                       | komisariat SC „Szybeny”                  | placówka SC „Szybene Klauza”             |
| Dyrekcja Ceł „Lwów”                                             | Inspektorat SC „Śniatyn”                        | komisariat SC „Uścieryki”                | placówka SC „Marjen”                     |
| Dyrekcja Ceł „Lwów”                                             | Inspektorat SC „Śniatyn”                        | komisariat SC „Uścieryki”                | placówka SC „Hubki”                      |
| Dyrekcja Ceł „Lwów”                                             | Inspektorat SC „Śniatyn”                        | komisariat SC „Uścieryki”                | placówka SC „Hołoszyna”                  |
| Dyrekcja Ceł „Lwów”                                             | Inspektorat SC „Śniatyn”                        | komisariat SC „Uścieryki”                | placówka SC „Hryniawa”                   |
| Dyrekcja Ceł „Lwów”                                             | Inspektorat SC „Śniatyn”                        | komisariat SC „Uścieryki”                | placówka SC „Fereskula”                  |
| Dyrekcja Ceł „Lwów”                                             | Inspektorat SC „Śniatyn”                        | komisariat SC „Uścieryki”                | placówka SC „Jabłonica”                  |
| Dyrekcja Ceł „Lwów”                                             | Inspektorat SC „Śniatyn”                        | komisariat SC „Uścieryki”                | placówka SC „Polanki”                    |
| Dyrekcja Ceł „Lwów”                                             | Inspektorat SC „Śniatyn”                        | komisariat SC „Uścieryki”                | placówka SC „Dołhopole”                  |
| Dyrekcja Ceł „Lwów”                                             | Inspektorat SC „Śniatyn”                        | komisariat SC „Uścieryki”                | placówka SC „Uścieryki”                  |
| Dyrekcja Ceł „Lwów”                                             | Inspektorat SC „Śniatyn”                        | komisariat SC „Uścieryki”                | placówka SC „Berwinkowa”                 |
| Dyrekcja Ceł „Lwów”                                             | Inspektorat SC „Śniatyn”                        | komisariat SC „Uścieryki”                | placówka SC „Chorocowa”                  |
| Dyrekcja Ceł „Lwów”                                             | Inspektorat SC „Śniatyn”                        | komisariat SC „Kuty”                     | placówka SC „Rostoki”                    |
| Dyrekcja Ceł „Lwów”                                             | Inspektorat SC „Śniatyn”                        | komisariat SC „Kuty”                     | placówka SC „Rożen Wielki”               |
| Dyrekcja Ceł „Lwów”                                             | Inspektorat SC „Śniatyn”                        | komisariat SC „Kuty”                     | placówka SC „Tudjów”                     |
| Dyrekcja Ceł „Lwów”                                             | Inspektorat SC „Śniatyn”                        | komisariat SC „Kuty”                     | placówka SC „Kuty”                       |
| Dyrekcja Ceł „Lwów”                                             | Inspektorat SC „Śniatyn”                        | komisariat SC „Kuty”                     | placówka SC „Słobódka”                   |
| Dyrekcja Ceł „Lwów”                                             | Inspektorat SC „Śniatyn”                        | komisariat SC „Kuty”                     | placówka SC „Kobaki”                     |
| Dyrekcja Ceł „Lwów”                                             | Inspektorat SC „Śniatyn”                        | komisariat SC „Kuty”                     | placówka SC „Rybno”                      |
| Dyrekcja Ceł „Lwów”                                             | Inspektorat SC „Śniatyn”                        | komisariat SC „Tuczapy”                  | placówka SC „Popielniki Rybno”           |
| Dyrekcja Ceł „Lwów”                                             | Inspektorat SC „Śniatyn”                        | komisariat SC „Tuczapy”                  | placówka SC „Popielniki”                 |
| Dyrekcja Ceł „Lwów”                                             | Inspektorat SC „Śniatyn”                        | komisariat SC „Tuczapy”                  | placówka SC „Tuczapy”                    |
| Dyrekcja Ceł „Lwów”                                             | Inspektorat SC „Śniatyn”                        | komisariat SC „Tuczapy”                  | placówka SC „Drahasymów”                 |
| Dyrekcja Ceł „Lwów”                                             | Inspektorat SC „Śniatyn”                        | komisariat SC „Tuczapy”                  | placówka SC „Kniaże”                     |
| Dyrekcja Ceł „Lwów”                                             | Inspektorat SC „Śniatyn”                        | komisariat SC „Tuczapy”                  | placówka SC „Załucze Górne”              |
| Dyrekcja Ceł „Lwów”                                             | Inspektorat SC „Śniatyn”                        | komisariat SC „Śniatyn”                  | placówka SC „Śniatyn”                    |
| Dyrekcja Ceł „Lwów”                                             | Inspektorat SC „Śniatyn”                        | komisariat SC „Śniatyn”                  | placówka SC „Śniatyn Dworzec”            |
| Dyrekcja Ceł „Lwów”                                             | Inspektorat SC „Śniatyn”                        | komisariat SC „Śniatyn”                  | placówka SC „Załucze Dolne”              |
| Dyrekcja Ceł „Lwów”                                             | Inspektorat SC „Śniatyn”                        | komisariat SC „Śniatyn”                  | placówka SC „Zawale”                     |
| Dyrekcja Ceł „Lwów”                                             | Inspektorat SC „Śniatyn”                        | komisariat SC „Śniatyn”                  | placówka SC „Przerwa”                    |
| Dyrekcja Ceł „Lwów”                                             | Inspektorat SC „Śniatyn”                        | komisariat SC „Śniatyn”                  | placówka SC „Kułaczyn”                   |
| Dyrekcja Ceł „Lwów”                                             | Inspektorat SC „Śniatyn”                        | komisariat SC „Śniatyn”                  | placówka SC „Augustów”                   |
| Dyrekcja Ceł „Lwów”                                             | Inspektorat SC „Śniatyn”                        | komisariat SC „Horodenka”                | placówka SC „Stecowa”                    |
| Dyrekcja Ceł „Lwów”                                             | Inspektorat SC „Śniatyn”                        | komisariat SC „Horodenka”                | placówka SC „Rudolfsdorf”                |
| Dyrekcja Ceł „Lwów”                                             | Inspektorat SC „Śniatyn”                        | komisariat SC „Horodenka”                | placówka SC „Jasieniów Polny”            |
| Dyrekcja Ceł „Lwów”                                             | Inspektorat SC „Śniatyn”                        | komisariat SC „Horodenka”                | placówka SC „Serafińce”                  |
| Dyrekcja Ceł „Lwów”                                             | Inspektorat SC „Śniatyn”                        | komisariat SC „Horodenka”                | placówka SC „Probabin”                   |
| Dyrekcja Ceł „Lwów”                                             | Inspektorat SC „Śniatyn”                        | komisariat SC „Horodenka”                | placówka SC „Horodnica”                  |
| Dyrekcja Ceł „Lwów”                                             | Inspektorat SC „Zaleszczyki”                    | komisariat SC „Zaleszczyki”              | placówka SC „Pieczarna”                  |
| Dyrekcja Ceł „Lwów”                                             | Inspektorat SC „Zaleszczyki”                    | komisariat SC „Zaleszczyki”              | placówka SC „Zaleszczyki”                |
| Dyrekcja Ceł „Lwów”                                             | Inspektorat SC „Zaleszczyki”                    | komisariat SC „Zaleszczyki”              | placówka SC „Dobrowlany”                 |
| Dyrekcja Ceł „Lwów”                                             | Inspektorat SC „Zaleszczyki”                    | komisariat SC „Zaleszczyki”              | placówka SC „Gródek”                     |
| Dyrekcja Ceł „Lwów”                                             | Inspektorat SC „Zaleszczyki”                    | komisariat SC „Sińków”                   | placówka SC „Kościelniki”                |
| Dyrekcja Ceł „Lwów”                                             | Inspektorat SC „Zaleszczyki”                    | komisariat SC „Sińków”                   | placówka SC „Zazulińce”                  |
| Dyrekcja Ceł „Lwów”                                             | Inspektorat SC „Zaleszczyki”                    | komisariat SC „Sińków”                   | placówka SC „Sińków”                     |
| Dyrekcja Ceł „Lwów”                                             | Inspektorat SC „Zaleszczyki”                    | komisariat SC „Sińków”                   | placówka SC „Kołodróbka”                 |
| Dyrekcja Ceł „Lwów”                                             | Inspektorat SC „Zaleszczyki”                    | komisariat SC „Mielnica”                 | placówka SC „Kaczorówka”                 |
| Dyrekcja Ceł „Lwów”                                             | Inspektorat SC „Zaleszczyki”                    | komisariat SC „Mielnica”                 | placówka SC „Horoszowa”                  |
| Dyrekcja Ceł „Lwów”                                             | Inspektorat SC „Zaleszczyki”                    | komisariat SC „Mielnica”                 | placówka SC „Chudykowce”                 |
| Dyrekcja Ceł „Lwów”                                             | Inspektorat SC „Zaleszczyki”                    | komisariat SC „Mielnica”                 | placówka SC „Mielnica”                   |
| Dyrekcja Ceł „Lwów”                                             | Inspektorat SC „Zaleszczyki”                    | komisariat SC „Mielnica”                 | placówka SC „Olchowiec”                  |
| Dyrekcja Ceł „Lwów”                                             | Inspektorat SC „Zaleszczyki”                    | komisariat SC „Dźwiniaczka”              | placówka SC „Wołkowce”                   |
| Dyrekcja Ceł „Lwów”                                             | Inspektorat SC „Zaleszczyki”                    | komisariat SC „Dźwiniaczka”              | placówka SC „Trubczyn”                   |
| Dyrekcja Ceł „Lwów”                                             | Inspektorat SC „Zaleszczyki”                    | komisariat SC „Dźwiniaczka”              | placówka SC „Bielowce”                   |
| Dyrekcja Ceł „Lwów”                                             | Inspektorat SC „Zaleszczyki”                    | komisariat SC „Dźwiniaczka”              | placówka SC „Okopy św. Trójcy”           |